# Jimmy Carter

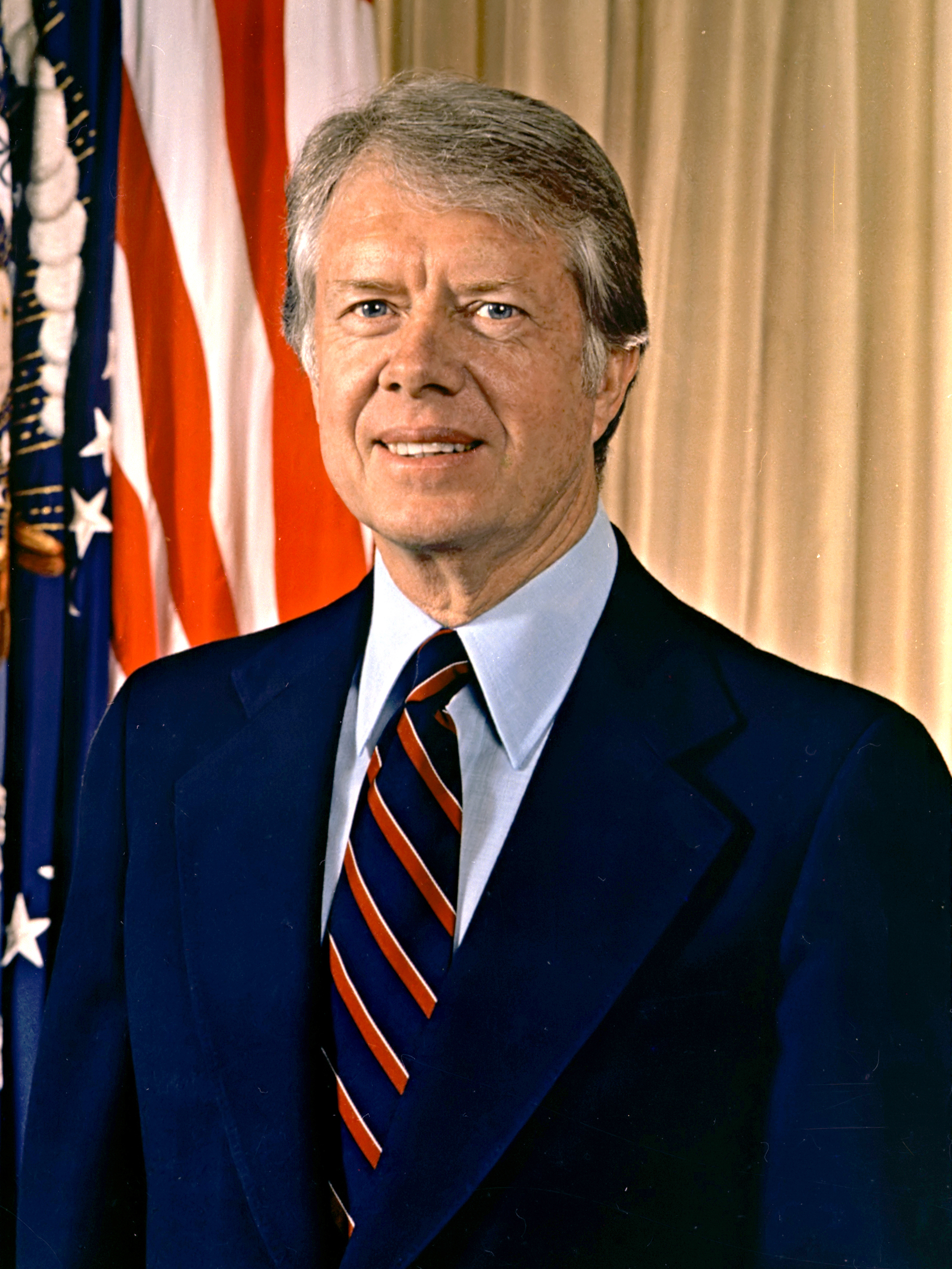
Jimmy Carter (1977)

James Earl „Jimmy“ Carter Jr. (* 1. Oktober 1924 in Plains, Georgia; † 29. Dezember 2024 ebenda) war ein US-amerikanischer Politiker der Demokratischen Partei und Friedensnobelpreisträger. Von 1977 bis 1981 amtierte er als 39. Präsident der Vereinigten Staaten.
Carter wuchs im ländlich geprägten Südwesten Georgias in der Ära der „Rassentrennung“ auf einer Erdnussfarm auf und diente danach als Offizier in der United States Navy. Nach dem Tod des Vaters schied er 1953 aus dem Militärdienst aus und übernahm den Familienbetrieb. Nach knapp zehn Jahren als Farmer stieg er in die Politik ein und wurde für die Demokraten in den Senat von Georgia gewählt. Nach einer in den Primaries gescheiterten Kandidatur für die Gouverneurswahl 1966 hatte er ein religiöses Erweckungserlebnis, das ihn in seinem baptistischen Glauben bestärkte. Vier Jahre später wurde er zum Gouverneur Georgias gewählt und blieb bis 1975 in diesem Amt. Trotz eines rechtsgerichteten, am Segregationisten George Wallace orientierten Wahlkampfes um dieses Amt verfolgte er als Gouverneur eine progressive Agenda und verkündete in seiner Antrittsrede das Ende der „Rassentrennung“. Carter profilierte sich in dieser Zeit als einer der führenden Vertreter einer Modernisierung der Südstaaten (New South). Bei der Präsidentschaftswahl 1976 bezwang er in einer Anti-Establishment-Kampagne Gerald Ford, der noch durch die Watergate-Affäre belastet war.
Während seiner Präsidentschaft vermittelte Carter das erste Camp-David-Abkommen, das zum Friedensschluss zwischen Ägypten und Israel führte, und schloss mit Panama die Torrijos-Carter-Verträge zur Übergabe des Panamakanals. Zudem handelte er den SALT-II-Vertrag zur Rüstungsbegrenzung mit der Sowjetunion aus und ließ erstmals diplomatische Beziehungen zur Volksrepublik China aufnehmen, wie sie unter Richard Nixon ausgehandelt worden waren. Das letzte Jahr seiner Präsidentschaft stand außenpolitisch unter dem Zeichen der Geiselnahme von Teheran und der sowjetischen Intervention in Afghanistan. Innenpolitisch engagierte er sich vor allem in der Energie-, Bildungs- und Umweltpolitik, schaffte es jedoch nicht, die USA aus ihrer Wirtschaftskrise zu führen. Dies und die Geiselnahme US-amerikanischer Diplomaten im Iran sowie der gescheiterte Befreiungsversuch hatten zur Folge, dass er nach einer Amtsperiode nicht wiedergewählt und vom Republikaner Ronald Reagan abgelöst wurde.
Nach seiner Amtszeit engagierte er sich mit seinem Carter Center vor allem für Menschenrechte, die internationale Vermittlung und Wahlbeobachtung. Dafür sprach ihm das Nobelkomitee 2002 den Friedensnobelpreis zu; daneben betätigte sich Carter als Autor von mehr als 30 Büchern.

## Leben

### Herkunft und Familie (1924–1941)

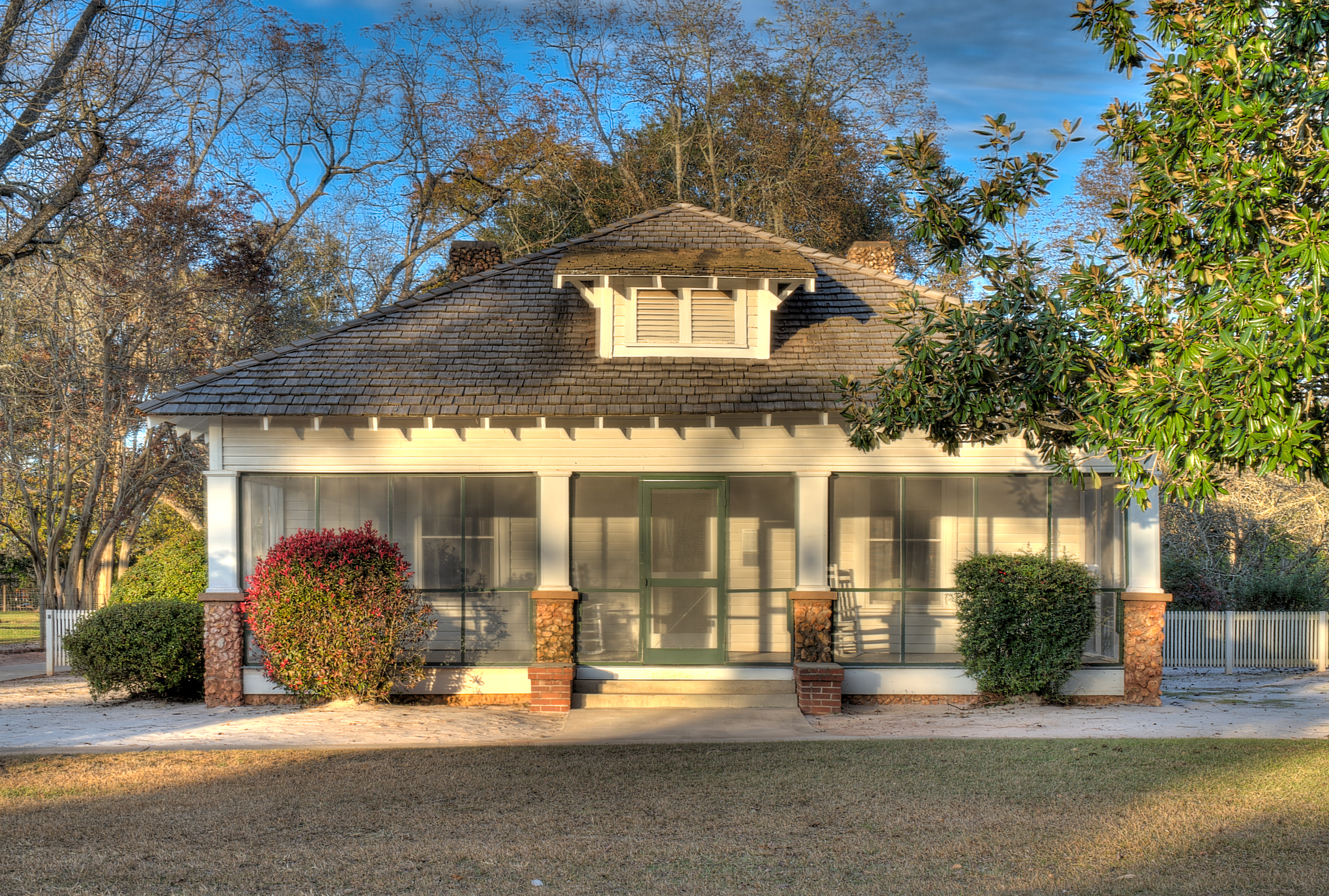
Das Haus der Carter-Familie im Jimmy Carter National Historical Park in Archery

Jimmy wurde 1924 in Georgia als ältestes von vier Kindern von James Earl Carter (1894–1953) und Bessie Lillian Gordy (1898–1983) geboren; er hatte zwei Schwestern und einen Bruder. Jimmy kam im Wise Hospital zur Welt und war damit der erste amerikanische Präsident, der in einem Krankenhaus geboren wurde. Seine Mutter stammte aus dem Stewart County und war examinierte Krankenpflegerin. Sein Vater kam aus dem Calhoun County in Georgia und baute hauptsächlich Erdnüsse an, für deren Vertrieb er eigens ein Unternehmen gründete. Seine Vorfahren lassen sich auf Thomas Carter Sr. zurückverfolgen, der 1637 aus England in die Colony of Virginia ausgewandert war. Des Weiteren war er Diakon und Lehrer an der Sonntagsschule der Baptistenkirche in Plains. Gemeinsam mit Bessie betrieb er einen Lebensmittelladen. Im Ersten Weltkrieg hatte Earl als Leutnant im United States Army Quartermaster Corps („Quartiermeister-Korps der United States Army“) gedient. Nach und nach vergrößerte er seine Farm auf mehr als 1600 Hektar, die von 200 afroamerikanischen Pächtern bewirtschaftet wurde. Anders als bei seiner toleranter eingestellten Ehefrau zeichnete sich seine Perspektive auf Schwarze durch rassistische Vorbehalte aus. In seinen späteren Erinnerungen verheimlichte Carter nicht den Rassismus des Vaters, aber zeichnete mitunter ein geschöntes Bild der damaligen gesellschaftlichen Verhältnisse in den Südstaaten. James Earl Carter und Bessie Lillian Gordy heirateten am 27. September 1923.

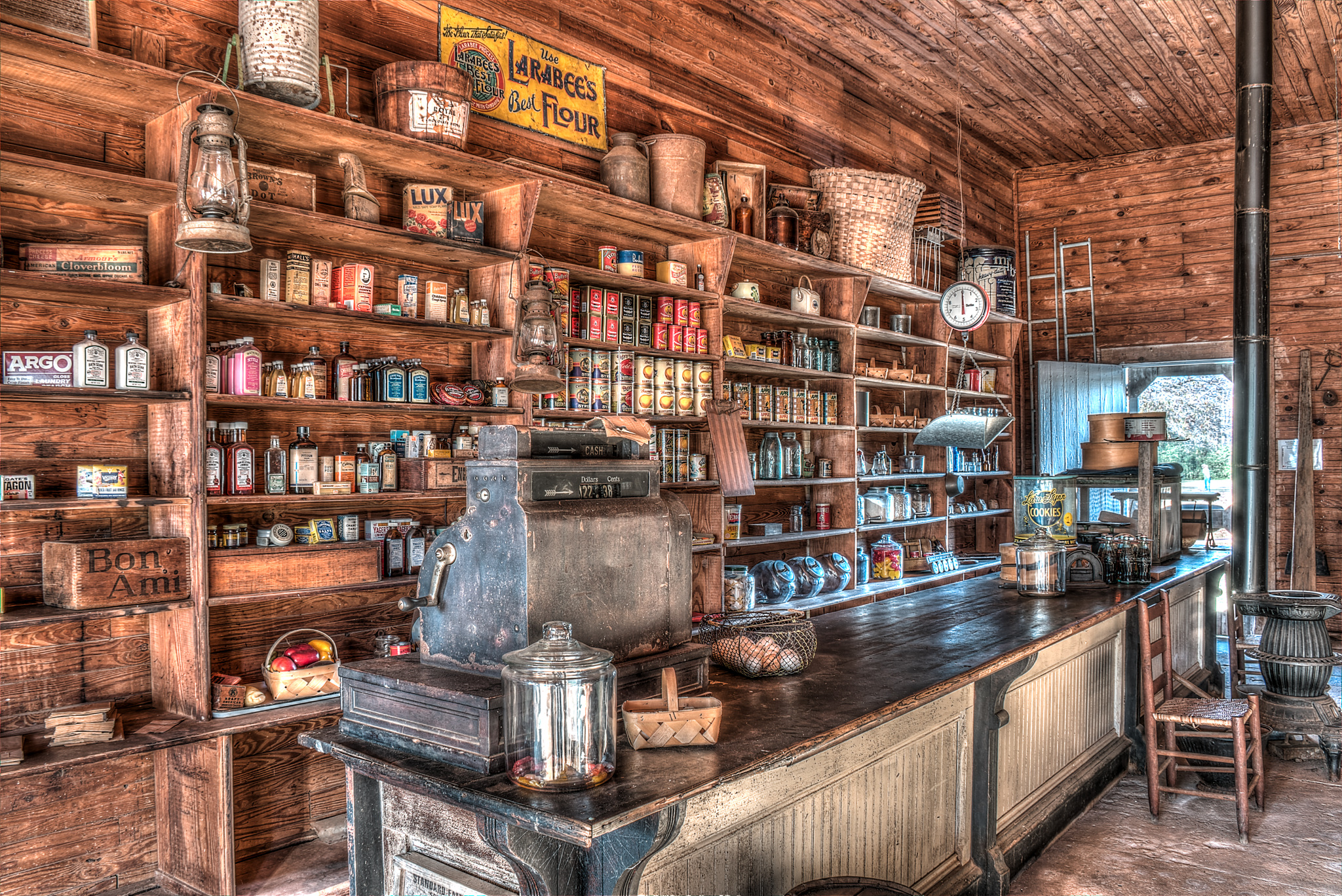
Der Lebensmittelladen der Carters im Jimmy Carter National Historical Park in Archery

Die Eltern unterzogen Jimmy einer strengen Erziehung; mit drei Jahren begann er mit dem Auswendiglernen von Bibelversen. Bei der Disziplinierung der Kinder wandte der Vater auch körperliche Gewalt an. Als Jimmy vier Jahre alt war, zog die Familie aus Plains in das nahegelegene Archery, das von der Armut seiner hauptsächlich afroamerikanischen Bevölkerung geprägt war. Mit fünf Jahren entwickelte er inspiriert durch seinen Onkel Tom W. Gordy, der in der United States Navy diente, den Wunsch, später einmal Seemann zu werden. Obwohl bis dahin noch kein Carter die High School abgeschlossen hatte, setzte er sich die Aufnahme in die Marineakademie in Annapolis als Ziel. Die Familie lebte in eher einfachen Verhältnissen, war aber für die damalige Zeit im ländlichen Georgia bessergestellt als andere. So erhielt Jimmy erst mit 13 Jahren sein erstes Paar Schuhe.
Die Carter-Farm produzierte neben Erdnüssen und Baumwolle außerdem Mais, Okra, Weizen und weitere Nutzpflanzen. Als Nutztiere kamen Schweine und Maultiere hinzu. Von früher Kindheit an war Carter in die mühsame Feldarbeit eingebunden, wobei im Sommer in Georgia bei dieser Tätigkeit immer die Gefahr der Hitzeerschöpfung bestand. Erst 1935 wurde die Carter-Farm elektrifiziert. Während der Great Depression mussten die Carters zwar ihren Lebensmittelladen aufgeben, aber Earl hatte sich in der Vergangenheit finanzielle Rücklagen schaffen können, so dass er begünstigt durch den Preisverfall seinen Grundbesitz vergrößern und eine lokale Versicherungs- und Hypothekenbank kaufen konnte.
1934 kam Carter erstmals in direkten Kontakt mit der Politik, als er mit seinem Vater, einem Gegner des New Deal, in Albany eine Wahlkampfveranstaltung von Gouverneur Eugene Talmadge besuchte. Im ländlichen Georgia lehnten die meisten Bürger die Agrarpolitik Franklin D. Roosevelts ab, die zur Steigerung der Preise eine Verknappung des Angebots durch massive Senkung der Produktion von Baumwolle und Schweinefleisch vorsah. Dennoch blieb Earl wie die meisten im Solid South jener Zeit ein überzeugter Demokrat. Im Sommer 1935 erhielt Jimmy die Taufe in der Plains Baptist Church. Weil sein Vater in dieser Hinsicht religiös konservativer geprägt war als sein Umfeld, wurden Jimmy und seine Geschwister erst mit elf und nicht wie üblich mit acht Jahren getauft. Die Plains Baptist Church folgte der Tradition der Erweckungsbewegungen aus dem 19. Jahrhundert.
Jimmys Schulzeit in Plains stand ganz im Zeichen der damaligen Rassentrennung in den Südstaaten. Während für die weißen Schüler ein Schulbus zur Verfügung stand, mussten die afroamerikanischen Kinder zu Fuß zur Schule und zurück. Die Plains High School, auf die Jimmy von 1930 bis 1941 ging, erlaubte ohnehin nur weißen Kindern den Schulbesuch. Schwarze Kinder wurden größtenteils zuhause oder in der Kirche unterrichtet. Er selbst lehnte die Segregation im Schulsystem ab und hatte trotz dieser Trennung Afroamerikaner in seinem Freundeskreis. Im Jahr 1940 erlebte Jimmy, wie die für seinen Vater arbeitenden afroamerikanischen Erdnussfarmer eine höhere Entlohnung forderten und in den Streik gingen. Earl drohte seinen Pächtern, wie gewohnt zur Arbeit zu erscheinen oder sein Land zu verlassen. In der Pflanzsaison 1940 arbeitete Jimmy im öffentlichen Dienst des Bundes. Er überwachte die Einhaltung des Agricultural Adjustment Act („Gesetz zur Anpassung der Landwirtschaft“), indem er auf den Farmen die Anbauflächen für Erdnüsse und Baumwolle ausmaß. Außerdem engagierte er sich bei den Future Farmers of America (FFA), die landwirtschaftliche Ausbildungsprogramme an Schulen anboten und förderten.
Im Sommer 1941 schloss Jimmy die High School als Jahrgangsbester ab. Für die Aufnahme als Offizieranwärter in Annapolis benötigte er das Empfehlungsschreiben eines Kongressabgeordneten. Sein Vater hatte im Hinblick auf diese Tatsache jahrelang die Karriere des Repräsentanten Stephen Pace unterstützt, der jedoch nun eine Empfehlung verweigerte und Jimmy zur persönlichen Reifung den Besuch eines Junior College nahelegte. Daher schrieb sich Jimmy am Georgia Southwestern College im nahegelegenen Americus ein. Um seiner damaligen Freundin Eloise Ratcliff ebenfalls ein Studium bei dieser Einrichtung zu ermöglichen, übertrug er ihr sein Stipendium.

### Dienst in der United States Navy (1942–1953)

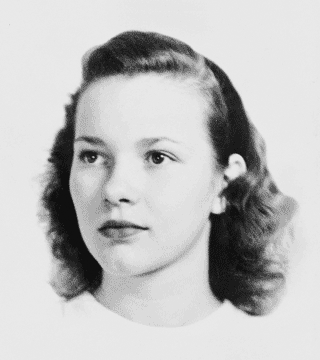
Rosalynn Eleanor Smith (1944)

Im Jahr 1942 verschaffte Pace Carter schließlich einen Platz an der Marineakademie für das kommende Jahr. Zur Überbrückung und dem Erwerb technischer Kenntnisse besuchte er im Rahmen des Ausbildungsprogramms des Reserve Officer Training Corps („Reserveoffiziers-Ausbildungskorps“) das Georgia Institute of Technology. Im Juni 1943 trat er schließlich in die United States Naval Academy in Annapolis ein. Aufgrund seiner schmächtigen Statur – bei einer Körpergröße von 1,75 m wog er 55 Kg – fiel ihm die physische Offiziersausbildung nicht leicht. Von Natur aus eher introvertiert, schloss er nur wenig Freundschaften im Kameradenkreis. Im ersten Ausbildungsjahr in Annapolis sah er sich den üblichen Schikanen durch ältere Offizieranwärter ausgesetzt und wurde wegen seines Südstaaten-Akzents verspottet. Beim Unterricht profitierte Carter von seinen Semestern am Georgia Institute of Technology.
Im Jahr 1944 durchlief Carter die seemännische Ausbildung auf der als Schulschiff dienenden New York, einem Schlachtschiff. Die Ausbildungsfahrt führte ihn durch die Karibik. Zurück in Annapolis erfuhr er von der Landung in der Normandie. Wie seine Kameraden auch nahm er die Nachricht einerseits mit Begeisterung auf, andererseits mit Enttäuschung, weil der Zweite Weltkrieg nun absehbar vor dem Abschluss ihrer Ausbildung in zwei Jahren zu Ende ging.
Im Juli 1945 kam er mit Rosalynn Eleanor Smith zusammen, die er seit Kindheitstagen kannte und die die beste Freundin seiner Schwester Ruth war. Smith arbeitete in einem Schönheitssalon und befand sich im zweiten Jahr einer Sekretärinnenausbildung am Southwestern College. Sie kam aus bescheidenen Verhältnissen; ihr im Oktober 1940 gestorbener Vater hatte als Automechaniker und Schulbusfahrer gearbeitet. Lilian Carter war an dessen Lebensende seine Krankenpflegerin gewesen. Nach einem gemeinsamen Kinobesuch war Carter fest entschlossen, Smith zu heiraten. Seinen ersten Antrag kurz nach Weihnachten 1945 lehnte sie noch ab. Am 7. Juli 1946 heirateten Carter und Smith schließlich in kleinem Kreis in der Methodistenkirche von Plains. Nach den Flitterwochen ließen sie sich in Norfolk, Virginia nieder, wo der Marinestützpunkt Naval Station Norfolk beheimatet ist. Aus der Ehe gingen vier Kinder hervor, nämlich die drei Söhne – Chip, Jeff und Jack – und die Tochter Amy.
Im Sommer 1946 beendete Carter die Offiziersausbildung auf Rang 90 von 820 Seekadetten. Seine erste, per Los ausgewählte Verwendung als Offizier führte ihn auf die Wyoming, wo er unter anderem als Ausbildungs- und Decksoffizier diente. Alles andere als seine Wunschverwendung war die Wyoming ein in die Jahre gekommenes, kaum noch seetüchtiges Schlachtschiff, das zur seemännischen Ausbildung genutzt wurde. Schon im folgenden Jahr wurde das Schlachtschiff wie um die 2.000 andere Seeeinheiten der amerikanischen Marine nach dem Ende des Zweiten Weltkriegs stillgelegt. Danach diente Carter auf dem Schlachtschiff Mississippi, um das es nicht viel besser stand als um die Wyoming. Von diesen beruflichen Umständen, zu denen Probleme mit einem Vorgesetzten hinzukamen, demotiviert und depressiv verstimmt, dachte Carter daran, die Marine zu verlassen, und bewarb sich für ein Rhodes-Stipendium, scheiterte aber bei der Auswahl sehr knapp.

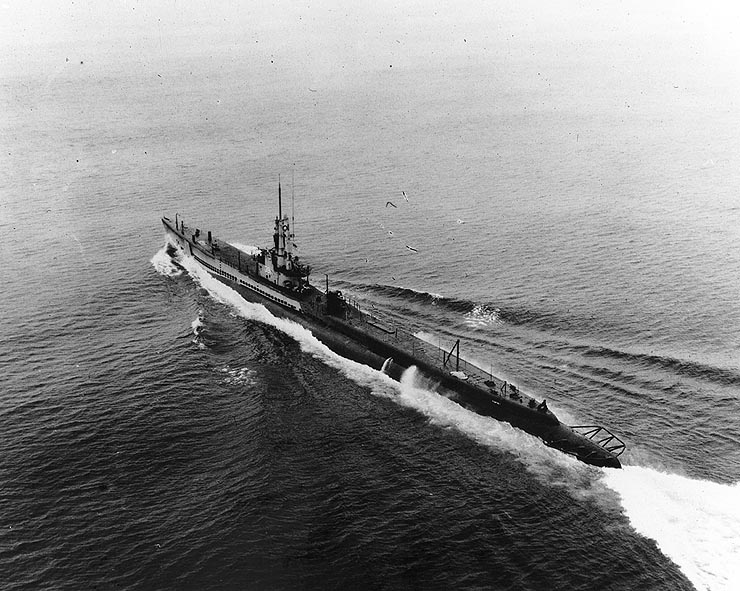
Die Pomfret (1951)

Erfolgreich hingegen verlief Carters Antrag auf Versetzung in die U-Boot-Flotte, deren Zulassungskriterien besonders streng waren. Dieser Umstand und die Tatsache, dass in dieser Truppengattung der Aufstieg auf der Karriereleiter schneller möglich war als in anderen Einheiten, glich seine Frustration nach der fruchtlosen Bewerbung für das Rhodes-Stipendium aus. An der U-Boot-Schule auf dem Stützpunkt Naval Submarine Base New London in Groton, Connecticut zeigte der mittlerweile zum Oberleutnant (Lieutenant Junior Grade) beförderte Carter 1948 glänzende Leistungen und schloss nach sechs Monaten Unterricht als Drittbester von 52 Offizieren ab. Ende des Jahres wurde Carter als Elektronikoffizier auf die Pomfret versetzt, die zu dieser Zeit in Pearl Harbor lag.
Im Koreakrieg spielten U-Boote zu seinem Bedauern keine Rolle, weshalb die Pomfret auf Routinedienst und Manöverfahrten beschränkt blieb. Die einzige Auswirkung des Kriegs auf Carters Dienst blieb, dass die Pomfret zur Generalüberholung nicht, wie eigentlich vorgesehen, nach New London, sondern wegen der größeren Nähe zu Korea nach San Diego an die Pazifikküste beordert wurde. Trotz der engen Bordgemeinschaft fand Carter weiterhin kaum Anschluss im Kameradenkreis und wurde als sehr reserviert wahrgenommen. Im Jahr 1950 bewarb er sich für die Aufnahme in die im Aufbau befindliche Atom-U-Boot-Flotte, erhielt jedoch vorerst nur eine Beorderung auf die in New London kurz vor der Fertigstellung stehende USS K-1, das neueste U-Boot der United States Navy.
Als Carter in Groton eintraf, war er in den ersten Wochen der einzige Offizier auf der noch in Werft liegenden K-1. Das U-Boot hatte am 2. März 1951 seinen Stapellauf und wurde am 10. November gleichen Jahres als Barracuda in Dienst gestellt. Die von Carter geplanten Probefahrten beinhalteten eine dreiwöchige Tauchfahrt. In diesem Jahr hatte er in Washington ein Vorstellungsgespräch bei Admiral Hyman Rickover, der die Crew für die zukünftigen Atom-U-Boote zusammenstellte. Obwohl er das Interview mit einem schlechten Gefühl verließ, erhielt Carter später eine Stellenzusage. Außerdem arbeitete er an einer Diplomarbeit, die neue Technologien zur Entfernungsmessung als Thema hatte und ihn für eine Kommandantenstelle qualifizierte.
Am 1. Juni 1952 wurde Carter zum Kapitänleutnant (Lieutenant) befördert. Im folgenden November begann Carter bei der Atomenergiekommission in Washington, D. C. einen viermonatigen Kurs in der Abteilung Naval Reactors. Danach wurde er der Crew für die noch im Bau befindliche USS Seawolf zugeteilt, deren Dienstort das von Marine und General Electric geführte Knolls Atomic Power Laboratory in Niskayuna, New York war. Ende des Jahres wurde sein Vater in das Repräsentantenhaus von Georgia gewählt. Neben den obligatorischen Lehrgängen für Bordoffiziere eines Atom-U-Boots – die Seawolf war erst das zweite Unterseeboot dieser Art – in Niskayuna besuchte Carter mit einem Kameraden postgraduale Studiengänge in Reaktortechnologie und theoretischer Kernphysik am Union College im nahegelegenen Schenectady. Nach einer partiellen Kernschmelze in der Forschungsreaktoranlage Chalk River am 12. Dezember 1952 beteiligte Carter sich an Aufräumarbeiten, die ihn bis in den Reaktor selbst führten.
Nach dem Bestehen eines letzten Lehrgangs zu Bordreaktoren in Washington wurde Carter als Chefingenieur für die Seawolf eingeplant. Kurz darauf kehrte er nach Plains zurück, wo sein Vater im Sterben lag. Nach dem Tod Earls an Bauchspeicheldrüsenkrebs am 22. Juli 1953 verließ er auch auf Drängen seiner Mutter die Marine, um den Betrieb der familieneigenen Erdnuss- und Baumwollplantagen, deren Anbaufläche mittlerweile über 2.000 Hektar betrug, und die dazugehörigen Lagerhäuser zu übernehmen. Rosalynn zeigte sich in Sorge um ihre Unabhängigkeit vom Umzug zur Schwiegermutter alles andere als begeistert, zumal Jimmy diese Entscheidung nicht mit ihr abgesprochen hatte. Zuvor hatte Rickover Carters Leistungen auf der Seawolf in einer Stellungnahme besonders gelobt und ihn für eine Beförderung vorgeschlagen. Am 9. Oktober erfolgte schließlich seine ehrenvolle Entlassung aus dem Militärdienst.

### Erdnussfarmer (1953–1961)

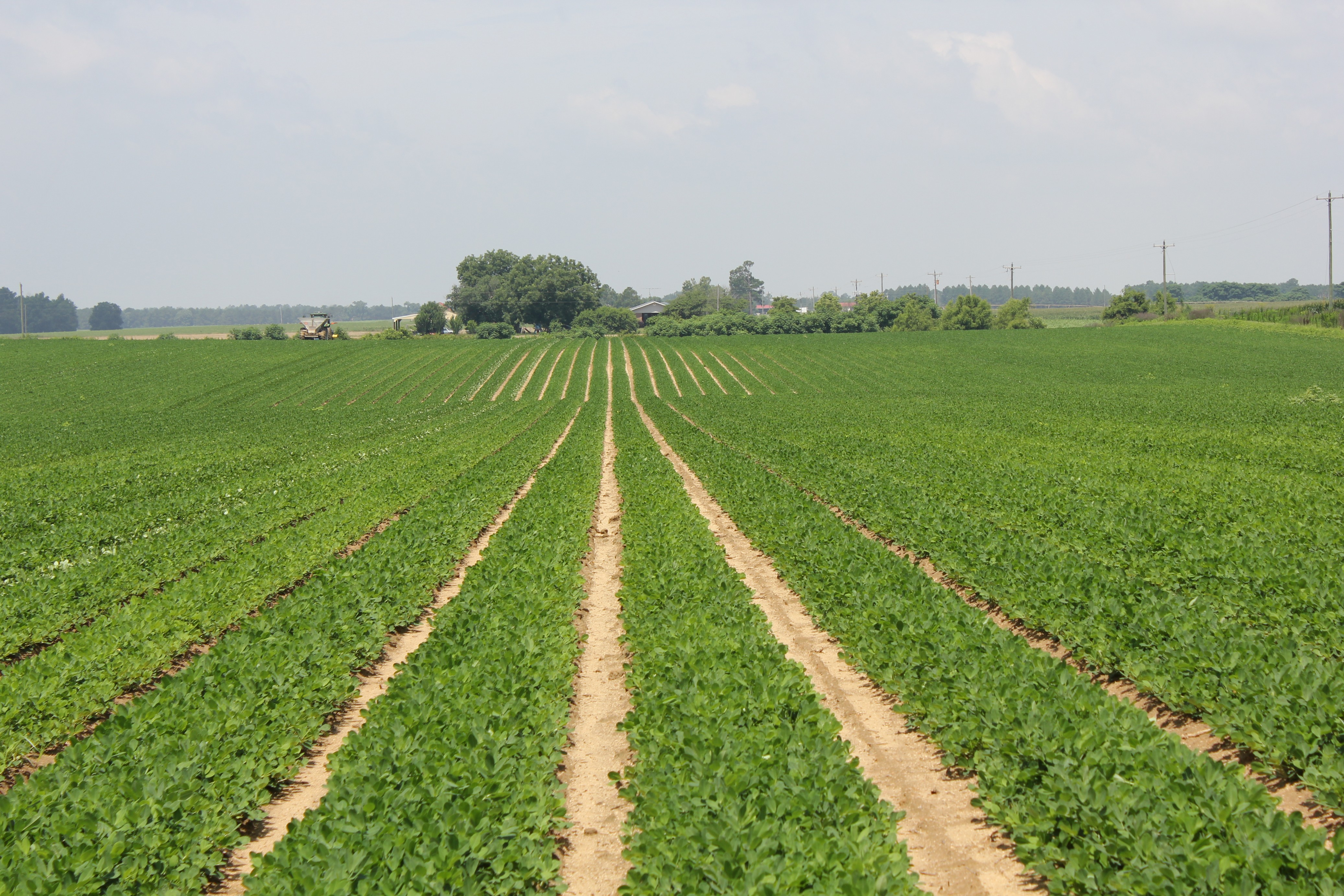
Erdnussfeld mit Farm im Hintergrund in Georgia (2013)

Die Anfänge als Erdnussfarmer gestalteten sich für Carter schwierig. Im Jahr 1954 plagte den Südwesten Georgias eine Dürre, so dass er am Ende einen Jahresgewinn von weniger als 300 US-Dollar erwirtschaftete. Außerdem hatte er erhebliche Probleme, von den Banken einen Kredit zu bekommen. Letztendlich half ihm sein Düngemittellieferant damit aus. Neben der beruflichen Fortbildung mit Kursen am landwirtschaftlichen Forschungsinstitut der University of Georgia beschäftigte sich Carter in der Trauerbewältigung um seinen Vater mit christlicher Philosophie. Dazu las er Werke von Reinhold Niebuhr, Martin Buber, Karl Barth, Dietrich Bonhoeffer und weiteren Autoren.
Das Ende der Dürre bescherte Carter 1955 eine zehnfache Steigerung des Profits. Der White Citizens Council (WCC; „Weißer Bürgerrat“), der gegen die Emanzipation der Afroamerikaner und ein Ende der Rassentrennung Front machte, übte vergeblich auf ihn Druck aus, Mitglied zu werden, wobei er Carters wichtigste Kunden zu diesem Zweck instrumentalisierte. Der WCC forderte ihn bis in die frühen 1960er Jahre hinein zu einem Beitritt auf, ohne ihn überzeugen zu können. Im Jahr 1956 wurde Carter in den Schulausschuss des Sumter County gewählt; das Schulsystem in Amerika war in dieser Zeit von lauter werdenden Forderungen der Bürgerrechtsbewegung nach einem Ende der Segregation geprägt. Anders als in Arkansas, Alabama und Mississippi kam es in Georgia jedoch nicht zu gewalttätigen Auseinandersetzungen in dieser Frage.
Jedoch bedrohte der Ku-Klux-Klan im Februar 1957 die mit Carter in geschäftlicher Verbindung stehende und von Clarence Jordan gegründete christliche Kommune Koinonia im Sumter County, in der entgegen den südstaatlichen Jim-Crow-Gesetzen Weiße und Afroamerikaner gleichberechtigt zusammenlebten. Die Kommune war nur wenige Meilen von seiner Farm entfernt, aber als Koinonia zunehmend unter Druck geriet, hielt Carter bewusst Distanz. Er beteiligte sich jedoch nicht am Boykott gegen die Gemeinde und verkaufte dieser weiterhin Saatgut, woraufhin seinem Lagerhaus für kurze Zeit die Kunden ausblieben. Unter anderem durch die Züchtung von eigenem Saatgut für den Erdnuss-Anbau konnte Carter den Profit steigern, weshalb er 1959 in der Lage war, in Plains ein weiteres Lagerhaus zu bauen.
Im Jahr 1961 wurde Carter zum Vorsitzenden des Schulausschusses bestimmt. Die „Rassenfrage“ bestimmte zunehmend die Arbeit dieses Gremiums. Konkret ging es dabei um den Vorschlag des Bildungsministeriums Georgias, die drei „weißen“ High Schools des County aus Kostengründen zu einer Schule zusammenzulegen. Während Carter sich öffentlich für dieses Projekt einsetzte, sahen die Anhänger der Segregation darin einen ersten Schritt zu einer „gemischten“ High School. Das Referendum im County erbrachte eine klare Mehrheit gegen diese Maßnahme. Gleichfalls 1961 sprachen zwei lokale Größen Carter auf seine Bereitschaft an, bei den nächsten Wahlen gegen den Repräsentanten ihres Kongresswahlbezirks Elijah Lewis Forrester anzutreten, der ein leidenschaftlicher Gegner der Emanzipation der Afroamerikaner war. Mit Hinweis auf seine ausfüllende Tätigkeit als Farmer lehnte er das Ansinnen ab.

### Senator in Georgia (1962–1967)

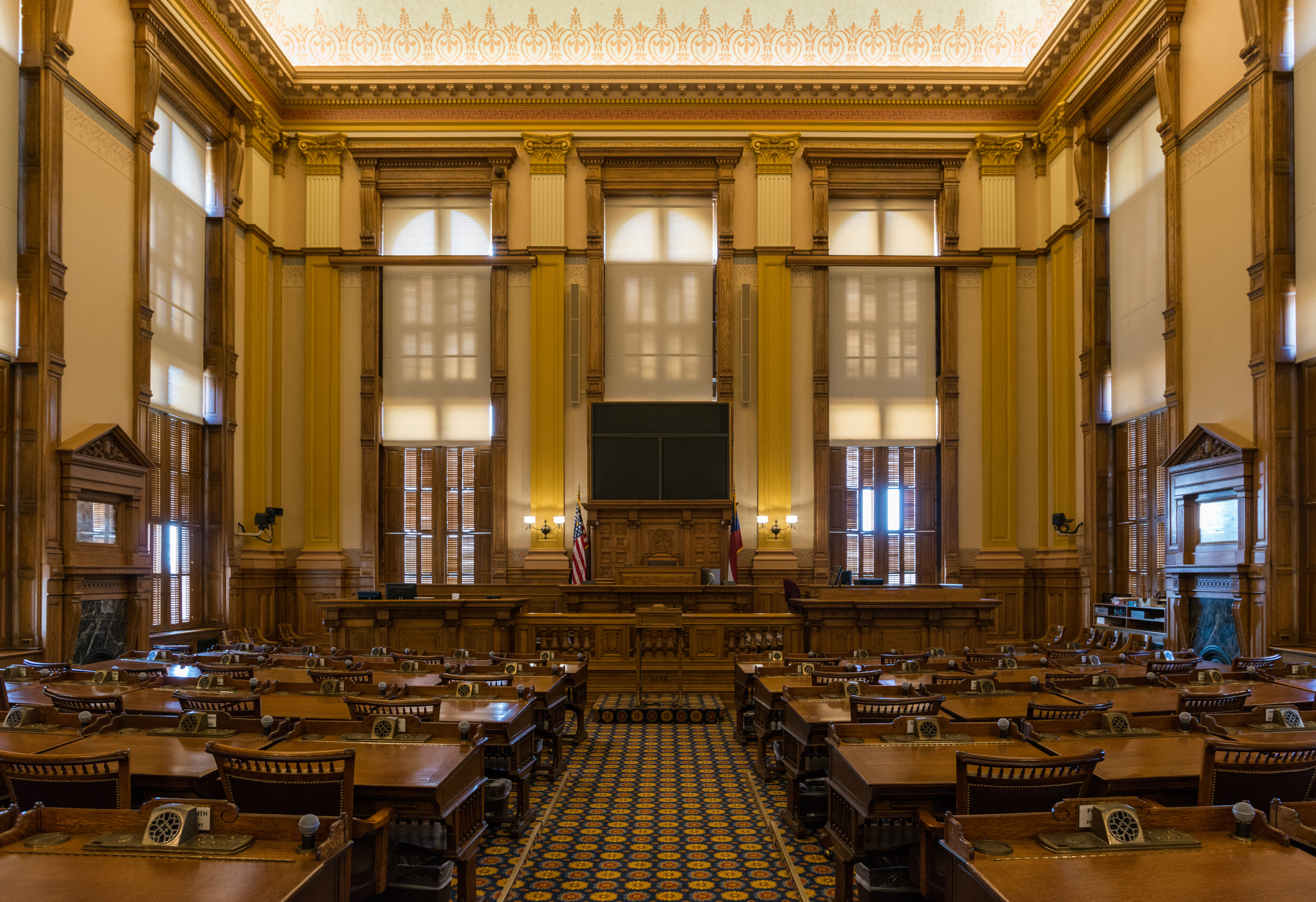
Senatssaal im Georgia State Capitol

Im folgenden Jahr entschied sich Carter um und ging als Einzelvorschlagskandidat (Write-in candidate) in das Rennen für einen Sitz im Senat von Georgia. Später gab er an, dass sein Hauptmotiv für diesen Schritt die Bildungspolitik gewesen sei, die er durch den Schulausschuss zumindest auf lokaler Ebene bereits kennengelernt hatte. Für Rosalynne vollkommen überraschend, teilte er ihr diesen Entschluss am 1. Oktober 1962, seinem 38. Geburtstag, mit. Für den Wahlkampf bei den demokratischen Primaries blieben ihm somit nur 15 Tage Zeit. Bis zur Auszählung des Quitman County führte Carter knapp; dort sorgte der lokale Parteiboss jedoch durch Einschüchterung der Wähler und Stimmenmanipulation für eine Umkehr des Ergebnisses zugunsten von Carters Gegner Homer Moore. Als der Parteitag der Demokraten Georgias seine Niederlage bestätigte, leitete Carter die Beweise an eine Zeitung weiter, was die Justiz ins Spiel brachte. Die Gerichtsanhörung kam zu dem Schluss, dass der Wahlbetrug offensichtlich sei. Noch während der juristischen Klärung hatte Carter erneut als Write-in candidate an den Wahlen zur State Legislature teilgenommen, die er für sich hatte entscheiden können. Am 14. Januar 1963 wurde er schließlich vom Vizegouverneur als Senator in der Georgia General Assembly vereidigt.
Wegen seines verzögerten Einzugs in das Georgia State Capitol blieben für Carter kein Sitze mehr in renommierten Senatsausschüssen übrig, sondern nur zeitintensive Posten, die sonst kein demokratischer Senator hatte haben wollen. Er wurde Mitglied im „Bewilligunssausschuss“ (Appropriations Committee) und in einem Komitee, das Finanzierungsmöglichkeiten für die Schulen des Bundesstaats untersuchte. Im Senat erwarb er sich schnell den Ruf eines Pedanten, weil er alle Gesetzmaßnahmen komplett durchlas. Dazu besuchte Carter einen Kurs im Schnelllesen. Carter gehörte einer neuen Politikergeneration in Georgia an, die sich nicht mehr den Parteiapparaten (political machines) verpflichtet fühlte. Als Senator setzte er sich vor allem für Verbesserungen im Bildungssystem ein wie zum Beispiel kostenlose Schulbücher und -Busse sowie Förderungen von prekären Schulbezirken. Zuhause in Plains sprach er sich als eines von nur zwei Gemeindemitgliedern für die Zulassung von Afroamerikanern in ihre Baptistenkirche aus. Im Sommer 1963 erreichte die Bürgerrechtsbewegung in Form von Protesten des Student Nonviolent Coordinating Committee („Studentischer Ausschuss für gewaltfreie Koordination“) gegen die Segregation in Americus die Heimat Carters.
Obwohl Carter sich wegen seiner kritischen Haltung zur Segregation und seiner früheren Unterstützung für den im Südwesten Georgias verhassten John F. Kennedy zunehmend von seiner lokalen Umgebung entfremdete, die bei der Präsidentschaftswahl in großen Teilen zum konservativen Republikaner Barry Goldwater überlief, wurde er 1964 ohne ernsthafte Konkurrenz als Senator in Georgia bestätigt. Zu dieser Zeit entschied er sich, bei den nächsten Kongresswahlen im November 1966 anzutreten. Neben einer wachsenden Leidenschaft für die Politik war hierfür seine persönliche Abneigung gegen den segregationistischen Repräsentanten Howard H. Callaway ausschlaggebend. Dieser hatte im November 1964 als erster Republikaner seit dem Amerikanischen Bürgerkrieg in Carters Kongresswahlbezirk einen Sieg erringen können. Im Senat stimmte Carter 1964 gegen die Einführung eines Lese- und Rechtschreibtests zur Wählerregistrierung, mit dem Schwarze ihr Stimmrecht vorenthalten werden sollte. Ansonsten hielt er sich in Sachen der Bürgerrechte für Afroamerikaner zurück. Carter befürchtete wegen Georgias Renitenz gegen den von Präsident Lyndon B. Johnson durchgesetzten Civil Rights Act, der den Niedergang der Demokraten im Solid South eingeleitet hatte, einen Rückgang der Investitionen aus den Nordstaaten.
Im Sommer 1965 machte Carter mit seiner Familie Urlaub in Mexiko. Gegner verbreiteten das Gerücht, er sei in einem Ausbildungslager der Kommunistischen Partei in Alabama gewesen. Die John Birch Society, die im County Seat Americus eine ihrer Hochburgen hatte, rief daraufhin zu einem Boykott von Carters Geschäften auf. Er konnte seine Kunden nur dadurch zurückgewinnen, indem er sie persönlich aufsuchte und ihnen die Belege der Hotelrechnungen aus Mexiko zeigte. Im Januar 1966 kürte die Presse Georgias Carter zu einem der effektivsten Abgeordneten in der Georgia General Assembly. Viele Journalisten verbanden mit ihm die Hoffnung auf eine Modernisierung des Bundesstaats (New South).
Am 3. März 1966 gab Carter seine Kandidatur für das Repräsentantenhaus der Vereinigten Staaten bekannt und begann danach mit einer Graswurzelkampagne. Als sein persönlicher Gegner Callaway aus dem Rennen ausstieg, um sich der Gouverneurswahl zu stellen, schwenkte auch Carter um, wovon er die Öffentlichkeit am 12. Juni in Kenntnis setzte. Bei den Primaries konkurrierte er mit fünf Männern um die demokratische Kandidatur, von denen der liberale Ex-Gouverneur Ellis Arnall und der Segregationist Lester Maddox die besten Aussichten hatten. Neben seiner Familie und den Schwestern Gloria und Ruth unterstützte ihn sein späterer Stabschef im Weißen Haus Hamilton Jordan beim Wahlkampf. Am Wahltag am 16. September erreichte Carter mit 21 % zwar laut der Presse ein überraschend gutes Ergebnis, aber er zeigte sich schwer enttäuscht und stürzte in Depressionen. Bei einem Waldspaziergang mit Ruth, die eine Neu-Evangelikale war, hatte er ein religiöses Erweckungserlebnis und sah sich fortan als wiedergeborener Christ. Carter saß noch bis zum 9. Januar 1967 im Senat von Georgia, wo er jeden wissen ließ, dass er für 1970 fest eine erneute Kandidatur für das Gouverneursamt im Visier hatte.

### Arbeit als Missionar und Gouverneurswahlkampf 1970 (1968–1970)

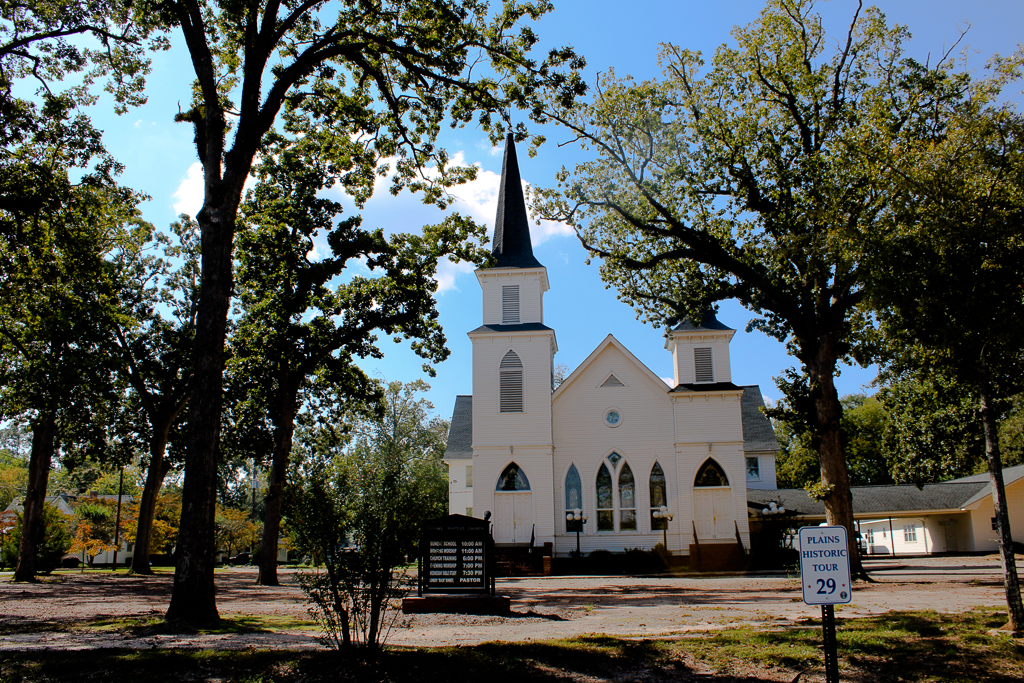
Plains Baptist Church (2020)

Im Mai 1968 leistete Carter zwei Wochen lang Laien-Missionarsarbeit für die baptistische Kirche in Lock Haven, Pennsylvania. Dazu suchte er alle Bewohner persönlich auf, die sich bei einem Telefoninterview zuvor als konfessionslos bezeichnet und mit einer Visitation einverstanden erklärt hatten. Später gab Carter an, dass diese Erfahrung sein Leben verändert habe. Außerdem half er gemeinsam mit seinem Partner, in Lock Haven in einem verlassenen Gebäude eine neue Kirche einzurichten. In Georgia hielt er in Vorbereitung des Gouverneurswahlkampfes 1970 an unterschiedlichen Orten politische Reden. Im Dezember absolvierte Carter erneut Laien-Missionarsarbeit in Springfield, Massachusetts.
Im Jahr 1969 nahm Carters Kampagne für die Gouverneurswahl 1970, die sein Cousin Hugh Carter mit Unterstützung von Hamilton Jordan und dem späteren Pressesprecher des Weißen Hauses Jody Powell leitete, weiter an Fahrt auf. Er bereiste den Bundesstaat, besuchte Kleinstädte, Fabriken und Märkte. Bei einer Umfrage im September lag er über 30 % hinter seinem Hauptkonkurrenten Ex-Gouverneur Carl Sanders. Ende 1959 lernte Carter die afroamerikanischen Bürgerrechtler Andrew Young, sein späterer Ständiger Vertreter bei den Vereinten Nationen, und Vernon Jordan kennen, die in der Folge einen großen Einfluss auf ihn hatten. Zu Jordan baute er ein freundschaftliches Verhältnis und dieser lud ihn mehrfach als Sprecher bei Versammlungen der Bürgerrechtsorganisation National Urban League ein.
In der Endphase der Primaries warb Carter vor allem um Wähler aus dem rechten Spektrum sowie der Mittel- und Unterschicht des ländlichen Raums. Er griff Sanders wegen dessen Reichtum und der Nähe zur liberalen Agenda von Ex-Präsident Johnson an. Damit orientierte sich Carter an der Programmatik des Segregationisten und Gouverneurs von Alabama George Wallace, der in Georgia sehr populär war. Bei der Primary siegte er am 23. September 1970 in einer Stichwahl gegen Sanders mit 60 % Vorsprung und bei der Gouverneurswahl im November mit etwas über 200.000 Stimmen Vorsprung gegen den Republikaner Hal Suit.

### Gouverneur von Georgia (1971–1974)

Carter (1971)

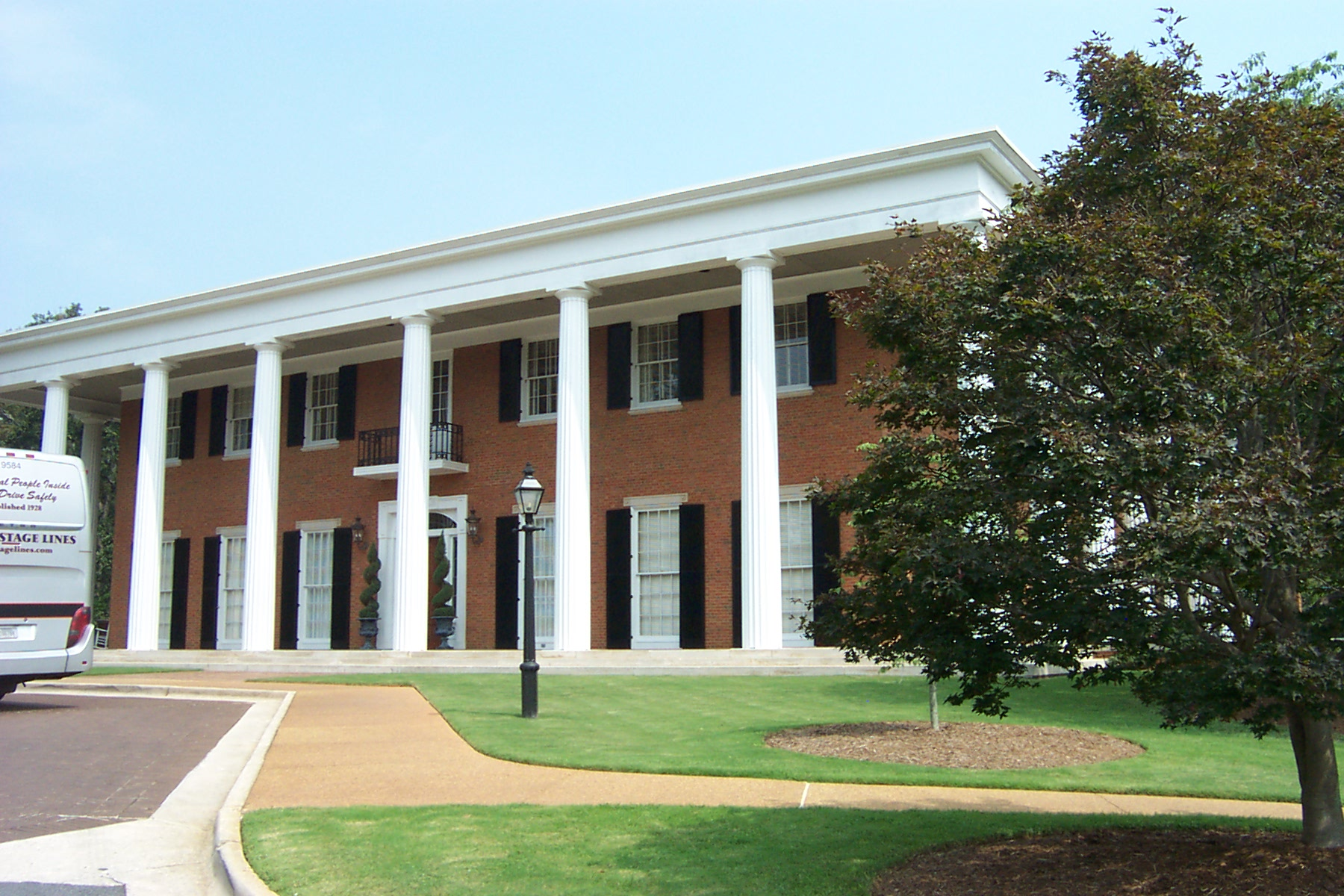
Georgia Governor Mansion (2007)

In seiner neunminütigen Antrittsrede kündigte Carter an, dass die Zeit der „Rassendiskriminierung“ zu Ende sei, womit er es auf die Titelseiten von New York Times und Time-Magazine schaffte. Mit dieser dramatischen Aussage begegnete er außerdem dem Rassismus, den Teile der Öffentlichkeit ob der thematischen Nähe zu Wallace in seiner Wahlkampagne identifiziert hatten, und näherte sich dem progressiveren Image des Wahlkampfs von 1966 an. In der Antrittsrede betonte Carter außerdem, dass die wahre Herausforderung für einen politischen Führer nicht in einem erfolgreichen Wahlkampf liege, sondern in einer effektiven und verantwortungsvollen Amtsführung.
In der Gouverneursresidenz war es Tradition, dass die Bediensteten verurteilte Straftäter waren, die ihre Zeit in Staatsgefängnissen Georgias verbüßten und als zuverlässig und vertrauenswürdig galten. Darunter war das afroamerikanische Kindermädchen Mary Prince Fitzpatrick, das wegen Mordes zu lebenslanger Freiheitsstrafe verurteilt worden war. Sie überzeugte die Carters von ihrer Unschuld und wurde seitdem als Teil der Familie betrachtet. Nachdem die Carters 1975 aus der Governor Mansion ausgezogen waren, kehrte Fitzpatrick ins Staatsgefängnis zurück. Als Präsident erwirkte Carter ihre Freilassung und übte offiziell die Rolle ihres Bewährungshelfers aus. Sie bezog einen Wohnbereich im Weißen Haus und zog nach Ende der Präsidentschaft mit den Carters zurück nach Plains. Eine eingehende Prüfung ihres Falles durch den Obersten Gerichtshof Georgias im Jahr 2005 ergab ihre Unschuld und sie wurde freigesprochen.
Carters erster Schwerpunkt war die Reorganisation der Verwaltung des Bundesstaats, die seit Richard B. Russells Amtszeit in den 1930er Jahren keine Reform gesehen hatte. Die Bürokratie von Georgia zeichnete sich durch überlappende Zuständigkeiten der Verwaltungsorgane und lokale Patronagenetzwerke aus. Um dem zu begegnen, sah Carters Plan die Schaffung neuer Behörden vor, wobei ein Gremium von hundert Verwaltungsexperten entsprechende Vorschläge erarbeitete. Das Fortkommen gestaltete sich zäh, weil der Senat sich häufig als Hemmschuh entpuppte; aber auch die eigene Sturheit stand Carter häufig im Weg und verhinderte Gesetze, die er unbedingt verabschieden wollte. Oft ging er im legislativen Prozess mit der State Legislature erst im letzten Moment Kompromisse ein. Carters Secretary of State Ben Fortson verglich ihn in diesem Zusammenhang mit einer Schildkröte, die unbeirrt allen Geschehens immer in dieselbe Richtung läuft.
Eine weitere Maßnahme gleich zu Beginn von Carters Amtszeit war die Aufnahme von Frauen und Afroamerikanern in hohe Regierungs- und Verwaltungspositionen. So erhöhte er die Anzahl von Afroamerikanern in Gremien des Bundesstaats von drei auf 53; 40 % der von ihm vergebenen Dienstposten in Georgia gingen an Schwarze. Noch nie zuvor in der Geschichte der Vereinigten Staaten hatte ein Politiker so viele Afroamerikaner in offizielle Positionen berufen. Carter profilierte sich dadurch auf nationaler Ebene als einer der Führer des New South. Weitere Gesetzesinitiativen Carters waren die Einrichtung von Betreuungseinrichtungen für Drogenabhängige (narcotic-addiction centers), die Verbesserung der Haftbedingungen und strengere Verbraucherschutzgesetze. Mit Pressesprecher Powell und Verkehrsminister Bert Lance folgten ihm später zwei zentrale Mitglieder seines Mitarbeiterstabs aus Atlanta in das Weiße Haus.
Nach der, in weiten Teilen der Bevölkerung auf Ablehnung stoßenden Verurteilung des Offiziers William Calley wegen des Massakers von Mỹ Lai während des Vietnamkriegs im März 1971 erklärten einige Südstaaten-Gouverneure auf einer Veranstaltung der Amerikanischen Legion in Georgia ihre Solidarität mit dem Leutnant. Carter führte den American Fighting Man’s Day ein und bat die Autofahrer Georgias, aus Solidarität mit Calley, der von vielen als ein Bauernopfer für politisches Versagen in Vietnam gesehen wurde, eine Woche mit eingeschalteten Lichtern zu fahren.
Auf der Democratic National Convention im Juli 1972 in Miami kursierte unter Delegierten aus Georgia die Idee, Carter als Kandidaten für die Präsidentschaftswahl 1976 aufzubauen. In der Folge nahm das Projekt Gestalt an. Auf dem Nominierungsparteitag in Miami stand Carter sichtlich nervös für einige Minuten im Rampenlicht der nationalen Öffentlichkeit, als er das Podiums betrat und Senator Henry M. Jackson, der zum traditionellen gewerkschaftsnahen Parteiflügel gehörte, zum Präsidentschaftskandidaten vorschlug. Seine Nominierungsrede wurde vom Plenum mit wenig Enthusiasmus aufgenommen. Obwohl Carter gegen die Kandidatur des Reformers und Vietnamkrieggegners George McGovern war, streckten seine Mitarbeiter ohne Erfolg die Fühler nach dessen Lager aus, um es für Carter als Running Mate zu interessieren. Im Dezember 1972 legte Hamilton Jordan Carter einen Fahrplan zur Nominierung für die Präsidentschaftswahl 1976 vor. Darin enthaltene Leitlinien rieten ihm, sein Wissen über die auswärtigen Beziehungen Amerikas zu verbessern und sich als Außenseiter gegen das politische Establishment in Washington zu positionieren.
Carter sah in Attacken gegen den im November 1972 wiedergewählten Präsident Richard Nixon ein geeignetes Mittel zur Profilierung auf nationaler Ebene. Am Tag vor dessen zweiter Amtseinführung bezeichnete er ihn als den schwächsten Präsident in der Geschichte der Vereinigten Staaten. In Reaktion auf das Saturday Night Massacre („Samstagabend-Massaker“) im Rahmen der Watergate-Affäre vom 20. Oktober 1973 gab Carter eine Pressekonferenz; er ordnete das Verhalten Nixons in diesem Geschehnis als hinreichend für ein Amtsenthebungsverfahren ein. In Georgia geriet Carter häufig in Konflikt mit Vizegouverneur Maddox und dem Sprecher des Repräsentantenhauses von Georgia George L. Smith. Unter anderem kritisierte er Maddox für dessen häufige Nutzung der Flugbereitschaft des Bundesstaats. Im Sommer 1973 bereiste Carter mit Rosalynn und ihrer jüngsten Tochter ausgiebig und pressewirksam den Bundesstaat. Die Öffentlichkeit fragte sich nach dem Zweck dieses Unterfangens, denn die Verfassung von Georgia sah bis 1983 keine direkte Wiederwahl von Gouverneuren vor. So wurde spekuliert, dass es Carter möglicherweise um den Senatssitz von Herman Talmadge ginge.
In seinem letzten Jahr als Gouverneur konzentrierte sich Carter darauf, die Grundlagen für die Präsidentschaftswahl 1976 zu schaffen. Sein Berater- und Mitarbeiterstab arbeitete ihm mit Einschätzungen zur Gefühlslage der Nation zu. Vieles sprach dafür, dass die Bevölkerung nach dem Rücktritt von Nixon und der Amtsübergabe an Gerald Ford bereit für einen Newcomer als Präsident war. Einen Tag nach Nixons Abschied gewann Carter den Unternehmer und Mitbegründer des Southern Poverty Law Center („Rechtszentrum zur Armut des Südens“) Morris Dees als Fundraiser für den Wahlkampf. In der Öffentlichkeit hielt sich Carter seine Ambitionen auf das Weiße Haus betreffend weiterhin bedeckt, auch als im Oktober eine Zeitung in Georgia darüber berichtete. Im Bewusstsein, dass jeder Gouverneur, der in das Rennen um die Präsidentschaft einstieg, im Felde der Außenpolitik als unerfahren gilt, betonte er bei einer Rede im November 1974 seine zehn Auslandsbesuche und stattgefundene Treffen mit Offiziellen anderer Nationen. Am 12. Dezember gab er bei einer Rede im National Press Club schließlich seine Präsidentschaftskandidatur für das kommende Jahr bekannt.

### Primaries und Präsidentschaftswahl 1976 (1975–1976)

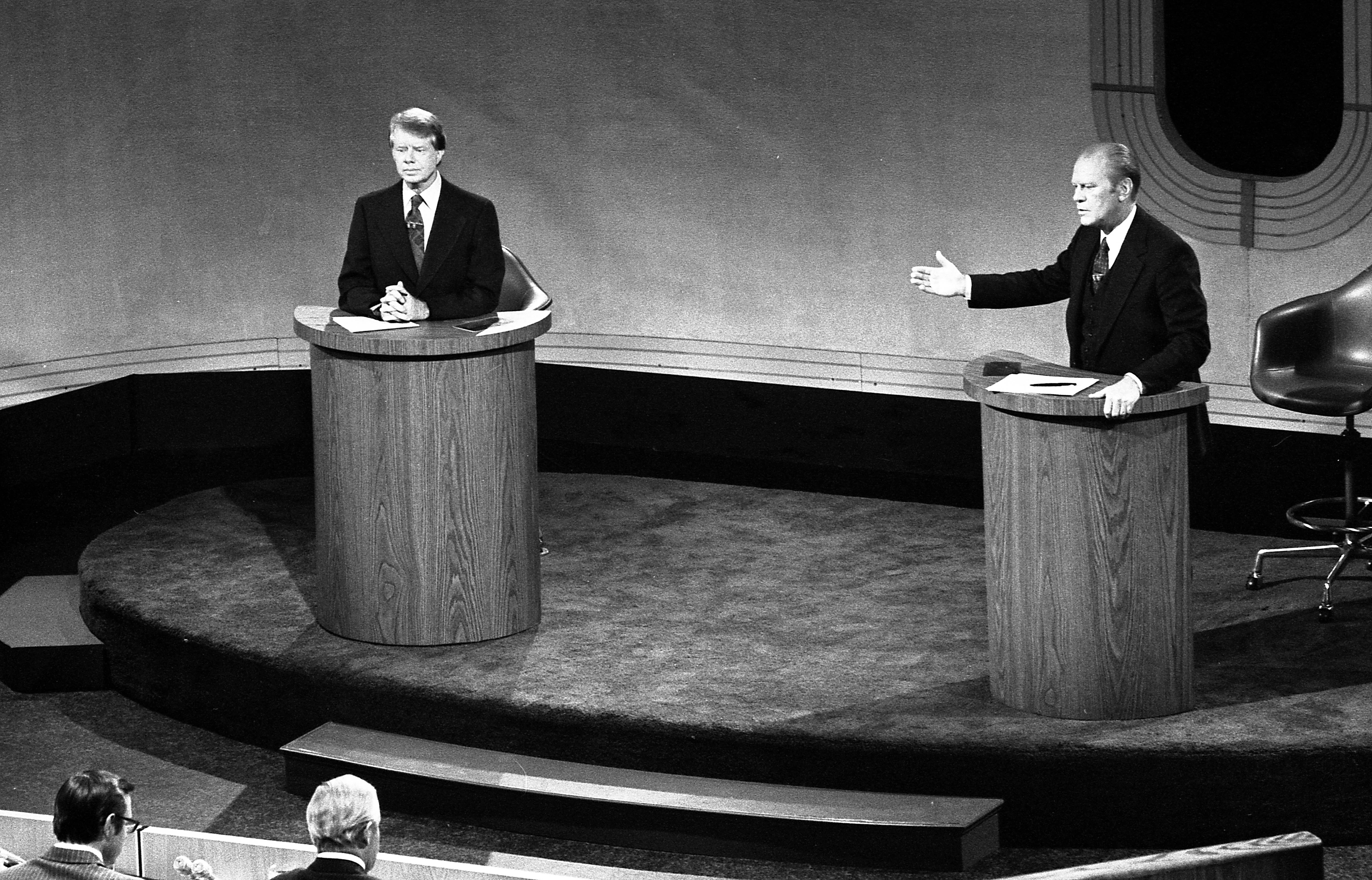
Carter (links) während der ersten Fernsehdebatte mit Präsident Ford am 23. September 1976

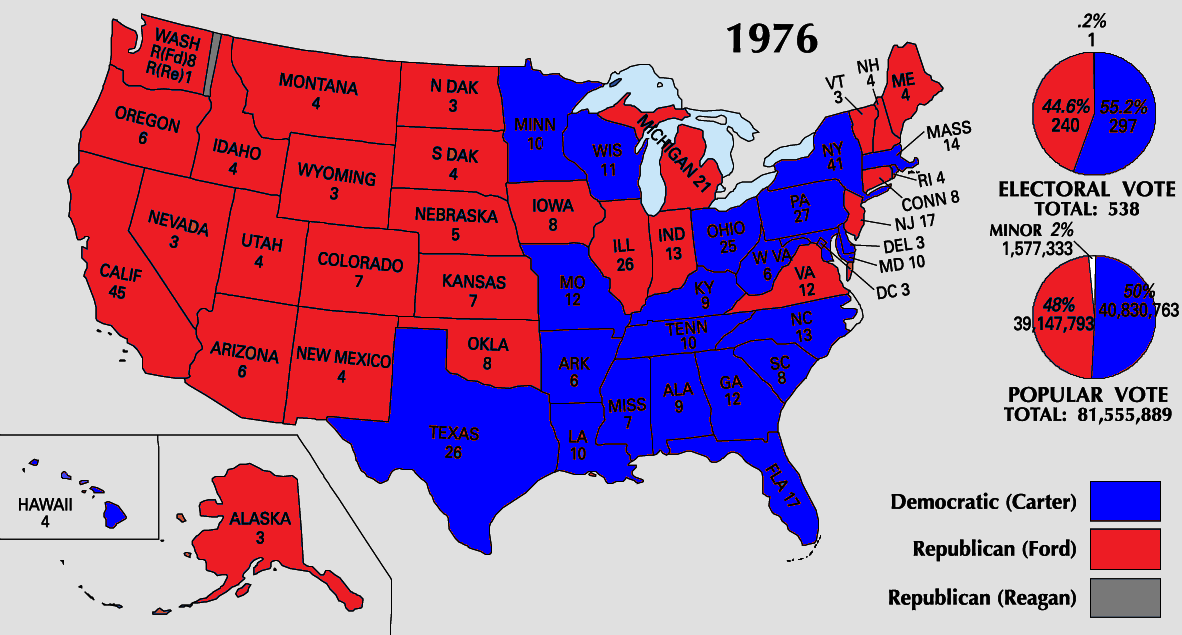
Ergebnisse der Präsidentschaftswahl 1976 im Überblick

Im Januar 1975 endete Carters Amtszeit als Gouverneur und er kehrt fürs Erste nach Plains zurück. Er ging als größter Außenseiter von allen Kandidaten der großen Parteien in das Rennen um das Weiße Haus. Im April 1975 erreichte er bei einer Meinungsumfrage zu den demokratischen Bewerbern nur einen Zustimmungswert von einem Prozent und bei einer von Carters Stab in Philadelphia einberufenen Pressekonferenz erschien kein einziger Journalist. Zu Anfang seiner Wahlkampagne plagten Carter Geldprobleme; erst Mitte August qualifizierte er sich nach vier parteiinternen Konkurrenten für die Gewährung von Bundesmitteln. Ab September berichteten mit Time und U.S. News & World Report die ersten überregionalen Blätter über Carters Präsidentschaftskampagne. Bis zum Jahresende hatte der Wahlkampf ihn in 43 Bundesstaaten geführt; in 16 davon ließ er Zentren für die weitere Kampagnenführung einrichten. Die von Hamilton Jordan mitentwickelte Wahlkampfstrategie legte den Schwerpunkt auf die frühen Primaries in New Hampshire, Iowa, Florida und Illinois, weil die Presse besonders auf die ersten Trends in den Vorwahlen reagierte.
Noch zu Jahresanfang 1976 war Carter in vielen Gegenden der Vereinigten Staaten nahezu unbekannt, was ihm in der Presse den Spottnamen Jimmy who? („Jimmy wer?“) einbrachte. Seine Hauptkonkurrenten bei den Primaries stellten Henry Jackson, Birch Bayh und Hubert H. Humphrey dar. Nach Siegen bei den internen Parteiversammlungen (Caucuses) in Iowa und Oklahoma gewann er bei der ersten öffentlichen Primary in New Hampshire am 24. Februar, was seiner Kampagne einen entscheidenden Schub verlieh, so dass ein Bundesstaat nach dem anderen an ihn fiel. Zwar fielen einige der Siege sehr knapp aus, aber Carters Momentum war nicht mehr zu stoppen. Nachdem er auch in Pennsylvania triumphiert hatte, stieg Jackson aus dem Rennen aus. Danach stellte sich die einflussreiche Faktion der Coalition for a Democratic Majority hinter Carter; zu dieser Gruppe gehörten gewerkschaftsnahe, eine internationalistische Außenpolitik vertretende New-Deal-Demokraten und Neokonservative wie Midge Decter, Norman Podhoretz und Jeane Kirkpatrick.
Auch die Siege von Kaliforniens Gouverneur Jerry Brown bei den Primaries in dessen Heimatstaat, New York und Montana konnten nichts mehr an Carters Mehrheit ändern, die er für die Democratic National Convention Mitte Juli in New York City gesichert hatte. Am 14. Juli wählte ihn die Delegierten im ersten Wahldurchgang zum Präsidentschaftskandidaten der Demokraten; einen Tag später bestimmte er Walter Mondale zu seinem Vizepräsidentschaftskandidaten. Das Wahlprogramm der Demokraten versprach die Arbeitslosenzahl bis 1980 auf 3 % zu senken und das Verteidigungsbudget zu kürzen. Außerdem forderte es strengere Waffengesetze, eine Steuerreform, eine nationale Krankenversicherung und einen Vertrag zum Panamakanal.
Der Präsidentschaftswahlkampf zwischen Carter und dem republikanischen Kandidaten Präsident Ford verlief gesittet. Nach dem demokratischen Nominierungsparteitag führte er in den meisten Umfragen deutlich, aber als Ford nach der Republican National Convention von Mitte August in die heiße Phase seiner Kampagne überging, verlor Carter seinen Vorsprung. Durch ein Interview in der Septemberausgabe des Playboy schadete er seinem Ansehen etwas, als er einräumte, in Gedanken schon viele Male Ehebruch begangen zu haben. Weitere Zustimmung verlor Carter durch mehrdeutige Aussagen zum Abtreibungsrecht und verworrene Betrachtungen zur Steuerreform.
Beim Fernsehduell – dem ersten seit der Präsidentschaftswahl 1960 – mit dem amtierenden Präsidenten am 23. September sprachen die meisten Beobachter von einem Unentschieden. Einen entscheidenden Patzer beging Ford zwei Wochen später bei der zweiten Debatte, als er sich missverständlich ausdrückte. Auf die Frage der Moderation nach der Situation in Osteuropa antwortete der Präsident, dass es dort keine sowjetische Dominanz gäbe und unter seiner Regierung niemals geben werde. Zwar meinte er damit, dass die Bevölkerungsmehrheit im Ostblock die kommunistische Fremdherrschaft aus Moskau ablehnte, aber für viele hörte es sich an, als ob Ford nicht wusste, dass Osteuropa hinter dem Eisernen Vorhang lag und sozialistisch regiert wurde. Carter hingegen zeigte ein fundiertes Verständnis für die aktuellen politischen Herausforderungen auf nationaler Ebene und punktete durch Apelle an demokratische Wähler, der Parteilinie treu zu bleiben. Außerdem kam ihm zugute, dass die unterschiedlichen Faktionen innerhalb der Demokraten, zu denen Parteibosse wie Richard J. Daley aus Chicago und Abraham D. Beame aus New York sowie Gewerkschafter und Bürgerrechtsaktivisten gehörten, in seltener Eintracht hinter seiner Kandidatur standen.
Außerdem profitierte Carter noch von den Folgen der Watergate-Affäre und Nixons Begnadigung durch Ford im September 1974, die moralische Empörung ausgelöst und den Republikanern bei den midterm elections 1974 starke Verluste im 94. Kongress der Vereinigten Staaten beschert hatten. Auch 1976 war die Sache noch nicht ausgestanden und belastete Ford. Hinzu kam, dass Ronald Reagan bei den republikanischen Primaries einen harten Wahlkampf gegen den Präsidenten geführt hatte und ihn nach seiner knappen Niederlage auf dem Nominierungsparteitag im Rennen gegen Carter kaum unterstützte. Ein bedeutender, Carter zum Vorteil gereichender Faktor war Lokalpatriotismus. Zwar hatten die Demokraten in den 1960er Jahren den Solid South verloren, aber mit ihm stand erstmals seit mehr als über hundert Jahren ein aussichtsreicher Präsidentschaftskandidat aus den Südstaaten zur Wahl, der aus eigener Kraft und nicht wie Johnson über die Nachfolgeregelung ins Weiße Haus einziehen konnte.
Mit seinem knappen Wahlsieg am 2. November wurde Carter zum ersten Kandidat aus dem Deep South („Tiefer Süden“) seit Zachary Taylors Triumph 1848, der eine Präsidentschaftswahl gewann. Er erhielt beim Popular Vote 50,1 % der Stimmen und 297 Wahlmännerstimmen im Electoral College; Präsident Ford kam auf 48,0 % und 240 Wahlmänner. Zuletzt hatte es bei der Präsidentschaftswahl 1916 ein derart enges Rennen im Wahlmännerkollegium gegeben. Wegen des knappen Ergebnisses wurde Carter erst am frühen Morgen des 5. November zum Wahlsieger erklärt. Bis auf Virginia fielen alle Süd- sowie mit New York und Pennsylvania die großen Mittelatlantikstaaten an Carter, während Ford fast den gesamten Westen jenseits des Mississippi für sich gewinnen konnte. Neben dem Sieg bei der Präsidentschaftswahl hatten die Demokraten auch bei den Wahlen zum 95. Kongress triumphiert und sich in beiden Kammern eine klare Mehrheit gesichert. Carter fand in Washington somit ein unified government („vereinte Regierung“) vor. Den Präsidentschaftsübergang organisierte er wie schon den Wahlkampf von seinem Hauptquartier in Plains aus.

### Präsidentschaft (1977–1981)

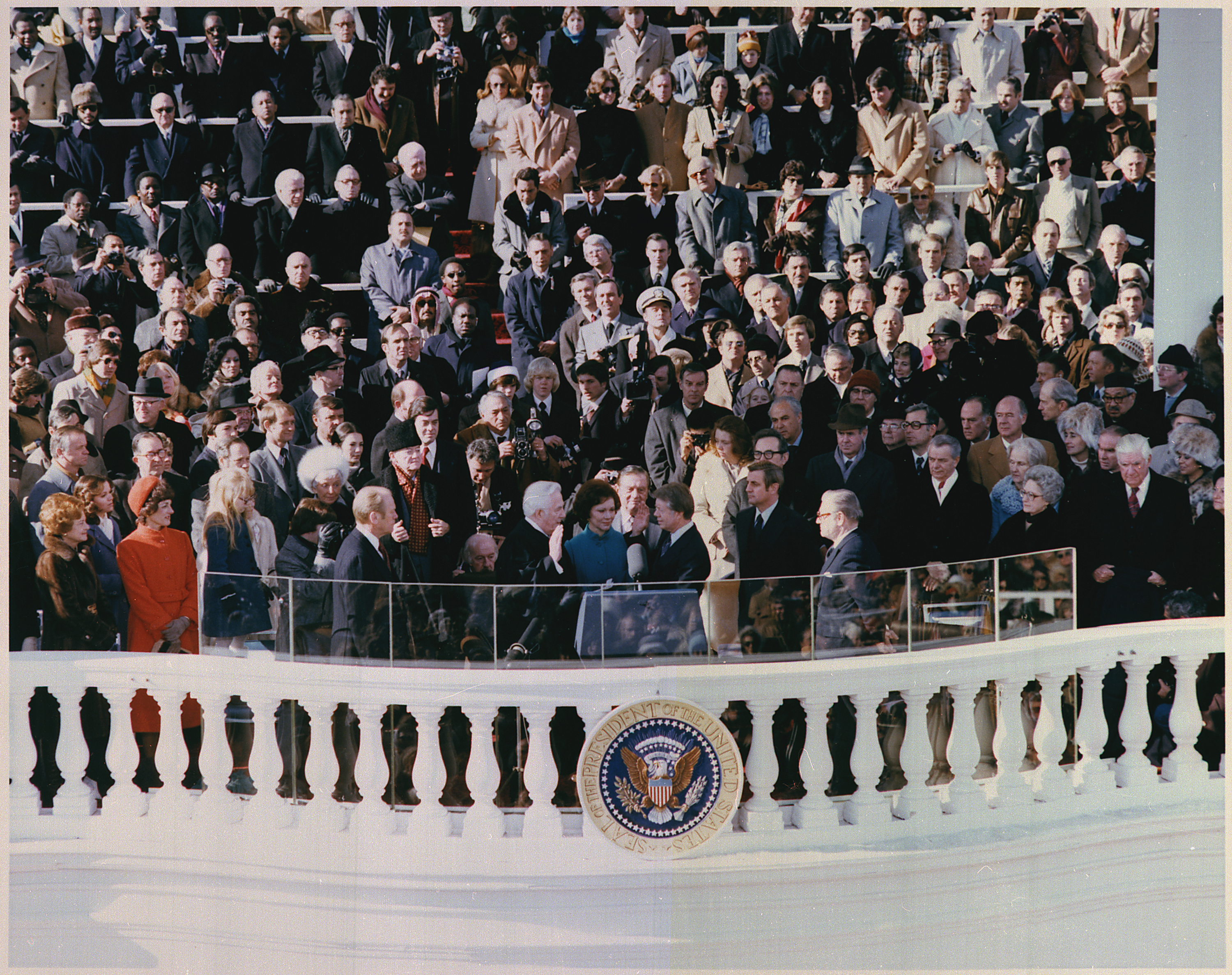
Carter legt den Amtseid ab (20. Januar 1977)

Nach dem Wahlsieg trat Carter mit der Amtseinführung am 20. Januar 1977 seine Präsidentschaft an. Den Amtseid nahm ihm der Oberste Richter des Bundesgerichts Warren E. Burger vor dem Ost-Portikus des Kapitols ab. Carters Antrittsrede stammte größtenteils aus seiner Feder und war mit 17 Minuten Dauer eher kurz. Gleich zu Anfang dankte er seinem Amtsvorgänger dafür, wie er die Krise der Exekutivgewalt nach der Watergate-Affäre und dem Rücktritt Nixons bewältigt habe. Zur Überraschung aller verließen Jimmy und Rosalynne die Amtseinführung nicht mit einer Staatslimousine, sondern gingen Händchen haltend zu Fuß entlang der Pennsylvania Avenue zum Weißen Haus. Nach der Watergate-Affäre entfaltete diese Demonstration von Volksnähe eine große Symbolkraft auf das amerikanische Publikum. Noch vor der Zeremonie hatte Carter dem Sprecher des Repräsentantenhauses Tip O’Neill signalisiert, dass er die Befugnisse des Präsidenten ohne besondere Rücksichtnahme auf den Kongress ausüben wolle. Dieses wenig feinfühlige Vorgehen belastete von Anfang an das Verhältnis zwischen Weißem Haus und Kapitol.
Bis Ende Januar stand das Kabinett Carter. Die Schlüsselressorts Außenpolitik, Verteidigung und Finanzen besetzte er mit Cyrus Vance, Harold Brown beziehungsweise W. Michael Blumenthal; zum Justizminister bestimmte er den aus Americus stammenden Griffin B. Bell. Zbigniew Brzeziński wurde zu Carters Nationalem Sicherheitsberater. Gleich zu Beginn der Präsidentschaft gestaltete Carter mit Reformen den Zuständigkeitsumfang verschiedener Ministerien um. Dieses President’s Reorganization Project (PRP) sah unter anderem mit dem Department of Natural Resources eine neue Umweltbehörde vor. Ursprünglich als ein Bottom-up-Prozess geplant, wurde die Strukturreform im Weiteren zentral im Office of Management and Budget gesteuert. Er war ungeübt im Umgang mit dem Kongress und wählte für seinen Mitarbeiterstab im Weißen Haus zahlreiche junge Helfer aus Georgia. Bis zur Berufung von Hamilton Jordan im Juli 1979 hatte er keinen Stabschef im Weißen Haus, was immer wieder zu Verzögerungen führte.
Schnell wurde klar, dass Carters Amtsführung im Weißen Haus informell und hausbacken geprägt war. Das Oval Office nutzte er nur für offizielle Anlässe; stattdessen arbeitete in einem kleinen Büro im West Wing. Mit Rosalynne beriet er sich ständig und nahm sie mit in die Kabinettssitzungen, in denen sie aber keine aktive Rolle spielte. Dennoch stieß diese Neuerung bei einigen auf Kritik. Insgesamt verbannte Carter jeglichen Pomp und Glanz aus dem Weißen Haus, reduzierte den Fuhrpark und zeigte sich bei TV-Auftritten einfach gekleidet einen Pullover tragend.
Bei den Halbzeitwahlen 1978 (midterm elections) engagierte sich Carter im Wahlkampf und füllte bei seinen Reden die Hallen. Zwar mussten die Demokraten im 96. Kongress leichte Verluste hinnehmen, aber sie hatten nach wie vor in beiden Kammern eine Mehrheit.

#### Innenpolitik
Eine von Carters ersten Amtshandlungen war am 21. Januar 1977 die Begnadigung von Männern, die den Kriegsdienst in Südvietnam verweigert hatten. Obwohl Carter von dieser Amnestie Deserteure ausgenommen hatte, erntete er damit einen Proteststurm von etlichen Veteranenverbänden. Gleichfalls eine frühe Maßnahme des Präsidenten war die Deregulierung des Luftfrachtverkehrs. Bis dahin hatte die Bürokratie des Civil Aeronautics Board für alle Ladungen über einer gewissen Größe besondere Genehmigungen gefordert sowie die Flugrouten sowie Transportgebühren festgesetzt, was die Wirtschaftlichkeit der betreffenden Unternehmen eingeschränkt hatte. Nach der Deregulierung erlebte vor allem der internationale Luftfrachtverkehr einen enormen Aufschwung in Amerika.
Des Weiteren arbeitete Carter in den ersten Monaten im Weißen Haus an einer Reform des Supplemental Nutrition Assistance Program („Ergänzendes Lebensmittelhilfeprogramm“); der Zugang zu kostenlosen Lebensmittelmarken für Bedürftige sollte gelockert und vereinfacht werden. In dieser Phase setzte er außerdem ein Gesetz zur Kontrolle des Tagebaus in Kraft, erließ ein Verbot zur Abwasserbeseitigung ins Meer und forderte den Kongress zu einer Reform der staatlichen Wohlfahrt und des Sozialversicherungssystems auf.
Am 1. November 1978 berief Carter eine Kommission für die Errichtung einer Gedenkstätte für den Holocaust unter dem Vorsitz des Holocaust-Überlebenden Elie Wiesel ein, die je zur Hälfte aus Überlebenden und Historikern bestand. Die Kommission empfahl 1979 die Errichtung einer Gedenkstätte, und am 26. April 1993 eröffnete das United States Holocaust Memorial Museum in Washington, D.C. Die Debatte um das Holocaust-Museum wurde in der Öffentlichkeit hart geführt, denn zum einen stellten sich viele Bürger die Frage, warum ein Erinnerungsort zu einem Ereignis in Europa auf der National Mall seinen Platz finden sollte, zum anderen forderten weitere Opfergruppen des Zweiten Weltkriegs und anderer Genozide wie zum Beispiel die Armenischamerikaner Berücksichtigung in diesem Museum. Carter passte sich diesem Diskurs an, indem er bei der Einrichtung der Kommission noch von „sechs Millionen Opfern des Holocaust“ sprach, jedoch später von „elf Millionen unschuldig ausgerotteten Opfern, darunter sechs Millionen Juden“.

#### Ölpreiskrise

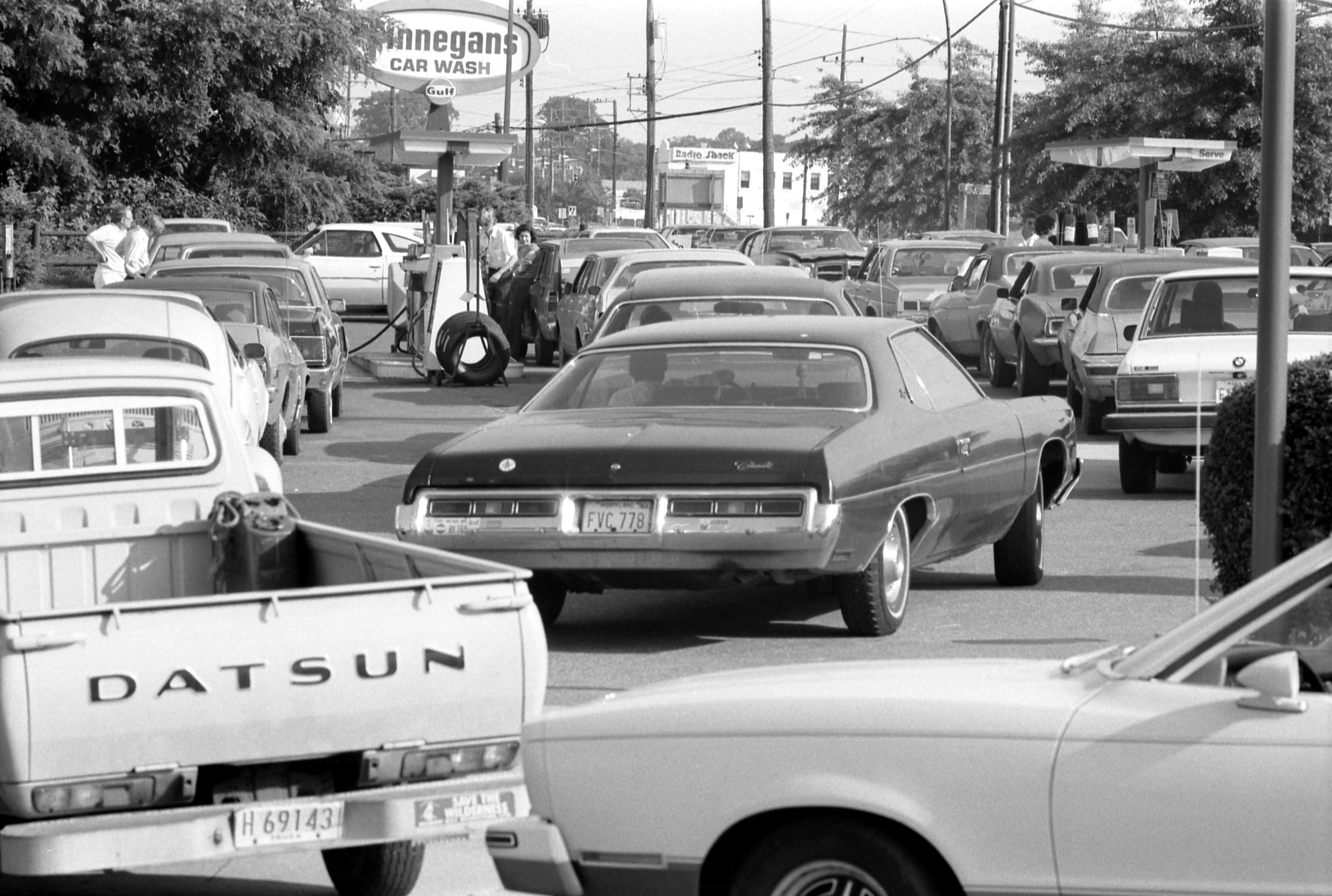
Warteschlange an einer Tankstelle in Maryland (15. Juni 1979)

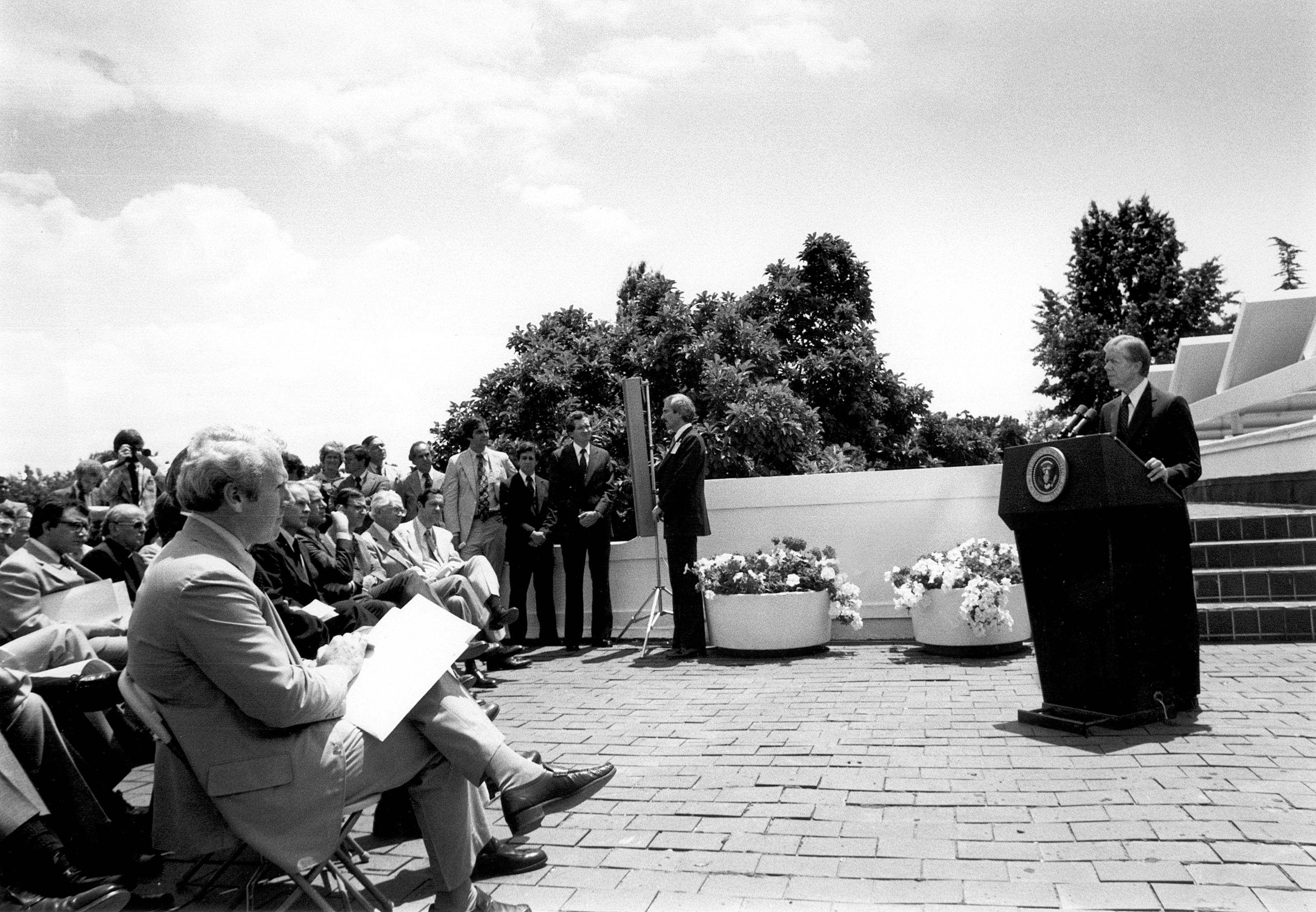
Carter hält eine Rede anlässlich der Einweihung der Solaranlage auf dem Dach des Cabinet Room. Die Solarpaneele sind im rechten Bildhintergrund zu erkennen (20. Juni 1979)

Innenpolitisch hatte Carter es mit Auswirkungen der ersten Ölpreiskrise zu tun, die in vielen Industrieländern eine hohe Inflation und hohe Arbeitslosigkeit ausgelöst hatte. Kurz nach Amtsantritt forderte Carter die Bürger zum Herunterdrehen ihrer Thermostate auf, um im Winter Heizöl zu sparen. Am 4. August 1977 schuf er das Energieministerium der Vereinigten Staaten mit James R. Schlesinger als ersten Ressortleiter. In diesem Ressort hatte Carter laut seinem Finanzminister Blumenthal „beträchtliche Schwierigkeiten und erlitt seine größten Niederlagen.“
In einer Rede vor Zeitungsherausgebern Mitte April 1978 enthüllte Carter der Öffentlichkeit sein Anti-Inflationsprogramm. Er schloss staatlich festgelegte Höchstlöhne und -preise für die Privatwirtschaft aus, aber kündigte eine Kappung der Gehaltserhöhung für Bundesbedienstete an. Nachdem er am Tag zuvor eine über hundertprozentige Steigerung des Haushaltsdefizits auf kann 30 Mrd. US-Dollar bekanntgegeben hatte, teilte Carter in seiner Rede zur Lage der Nation (State of the Union Address) vor dem Kongress am 22. Januar 1979 mit, dass die Inflation endlich über Ausgabenbeschränkungen unter Kontrolle gebracht werden müsse. Gegen die angestrebten Kürzungen im Haushalt formierte sich innerparteilicher Widerstand durch den Sprecher des Repräsentantenhauses, aber auch durch Jesse Jackson, dem Führer der Vereinigung der afroamerikanischen Kongressabgeordneten Congressional Black Caucus, und die Bürgerrechtsbewegung Americans for Democratic Action. Der Anfang November 1978 von Carter signierte National Energy Act als Reaktion auf die Ölpreiskrise bestand aus mehreren Einzelgesetzgebungen. Unter anderem schrieb dieser Kraftwerken vor, andere Brennstoffe als Öl oder Erdgas zu nutzen. Dies führte zu einem Rückgang von „sauberem“ Erdgas und der verstärkten Verwendung von Kohle.
Am 5. April 1979 ordnete Carter die Aufhebung der Kontrolle der Ölpreise an und sprach sich für eine Steuer auf dadurch verursachte Marktlagengewinne der Unternehmen aus. In der TV-Ansprache forderte er die Bürger erneut zum Energiesparen auf und kritisierte die Ölkonzerne für ihre hohen Profite. Die Wirtschaft rutschte derweil immer weiter in die durch die Islamische Revolution ausgelöste zweite Ölpreiskrise ab; der Leitzins stieg im Mai auf 15 % und die Inflation auf 14 % an. Im Juni 1979 ließ Carter Solarpaneele auf dem Dach des Weißen Hauses installieren und schlug vor, 1 Milliarde US-Dollar an Bundesmitteln für die Solarforschung bereitzustellen und eine 100-Millionen-Dollar-„Solarbank“ einzurichten, die Hausbesitzern Kredite gewährte mit dem Ziel, bis zum Jahr 2000 etwa 20 Prozent der Energie des Landes aus erneuerbaren Quellen zu gewinnen.
Am 15. Juli wandte sich Carter wieder in einer TV-Ansprache an die Nation. Seine Rede trug den Titel „Energie und Vertrauenskrise“ (Energy and the Crisis of Confidence), wurde aber später als „Unwohlsein“ (Malaise)-Rede bekannt. In der Ansprache bezeichnete der Präsident die Ölpreiskrise als bloßes Symptom einer umfassenderen „moralischen und spirituellen Krise“. Zu viele Bürger ließen sich von Egoismus und Materialismus leiten und hätten den Geist verloren, auf dem die amerikanische Nation aufgebaut worden sei. Das Bemühen, die Wirtschaftskrise zu bewältigen, werde so lange fruchtlos bleiben, bis nicht die tieferliegenden Glaubens- und Moralprobleme gelöst seien. Außerdem Carter appellierte Carter an das Durchhaltevermögen der Bürger während dieser Vertrauenskrise in die Energieversorgung und forderte diese auf, im Sommer die Klimaanlagen nicht kühler als 25 Grad Celsius einzustellen, um Energie zu sparen. Die traditionell eher dem Optimismus zuneigende Bevölkerung der Vereinigten Staaten reagierte größtenteils fassungslos auf diese düsteren Ausführungen einer existenziellen Glaubenskrise. Die malaise speech wurde zu Carters berühmtester Rede als Präsident. Nach einem weiteren Preissprung beim Öl von 24 % standen derweil im Sommer landesweit lange Auto-Warteschlangen vor den Tankstellen.
Am 17. Juli teilte der Präsident seinem Kabinett mit, dass er mit dessen Leistung nicht zufrieden sei und forderte es zum Rücktritt auf. Letztendlich ersetzte er fünf Minister, nämlich die Ressortleiter für Justiz, Finanzen, Energie, Verkehr sowie Gesundheit-, Bildung- und Wohlfahrt. Im September löste er das Gesundheits-, Bildungs- und Wohlfahrtsministerium auf und schuf dafür die Ministerien für Bildung beziehungsweise für Gesundheitspflege und Soziale Dienste. Am 20. Juli schlug Carter ein Haushaltsprogramm vor, das 140 Mrd. US-Dollar für den Energiesektor bereitstellen sollte.

#### Umweltpolitik
Während seiner Amtszeit unterzeichnete Carter vierzehn wichtige Umweltgesetze. Er wies 39 neue Gebiete als Nationalparks aus und im Rahmen der teuersten Landenteignung in der Geschichte der Vereinigten Staaten erreichte die Carter-Regierung die Erweiterung des Redwood-Nationalparks in Kalifornien. Am 2. Dezember 1980 unterzeichnete Carter gegen den erbitterten Protest der lokalen Bevölkerung den Alaska National Interest Lands Conservation Act, der eine Fläche von 104 Millionen Hektar, etwa 25 Prozent des Bundesstaates Alaska, unter Schutz stellte. Carter blieb in Alaska zutiefst unpopulär und erhielt dort bei den Präsidentschaftswahlen 1980 nur 26 Prozent der Stimmen. Bis zum Jahr 2000 war in Alaska jedoch eine milliardenschwere Tourismusindustrie aufgeblüht und Umfragen zeigten, dass die Einwohner Carters Gesetz befürworteten.
Jimmy Carter war das erste Staatsoberhaupt der Welt, das das Problem des Klimawandels erkannte. Er gab 1977 den Global 2000 Report to the President in Auftrag, der die ökologischen Herausforderungen und die Aussichten auf eine nachhaltige Entwicklung in den nächsten zwanzig Jahren untersuchen sollte. Infolgedessen veröffentlichte das Council on Environmental Quality drei Berichte über die globale Erwärmung, von denen der letzte eine Woche vor dem Ende von Carters Amtszeit erschien.
Noch als abgewählter Präsidenten (Lame Duck) setzte Carter einen Fonds in Höhe von 1,6 Mrd. US-Dollar zur Beseitigung von Giftmüll durch.

#### Lance-Affäre
Im September 1977 geriet die Carter-Administration wegen der Lance-Affäre unter erheblichen Druck. Lance war noch ein politischer Weggefährte Carters aus der Gouverneurszeit in Georgia und leitete das Office of Management and Budget. Im Juli waren dessen Handlungen als Präsident von zwei Lokalbanken in Georgia an die Öffentlichkeit geraten und er sah sich starker Kritik ausgesetzt. Lance hatte seine Funktion unter anderem dazu ausgenutzt, sich vergünstigte Kredite zu verschaffen und die Bankmanager und ihre Familien zu bevorteilen. Am 8. September wurde schließlich ein Kongressausschuss zur Untersuchung von Lances Verhalten eingesetzt. In der Hauptstadt herrschte ohnehin schon länger Murren über die „Georgia Mafia“, also über Lance und die anderen Georgianer, die der Präsident in das Weiße Haus mitgebracht hatte. Carter stärkte seinem Behördenleiter den Rücken und drückte seinen Glauben an dessen Rechtschaffenheit aus. Angesichts des steigenden öffentlichen Drucks verkündete Lance am 21. September seinen Rücktritt. Zwar war die Affäre zu anderen in der Vergangenheit vergleichsweise harmlos, aber weil Carter im Wahlkampf aufrichtiges Regierungshandeln versprochen hatte, schadete sie seiner moralischen Glaubwürdigkeit erheblich.

#### Reaktorunfall im Kernkraftwerk Three Mile Island

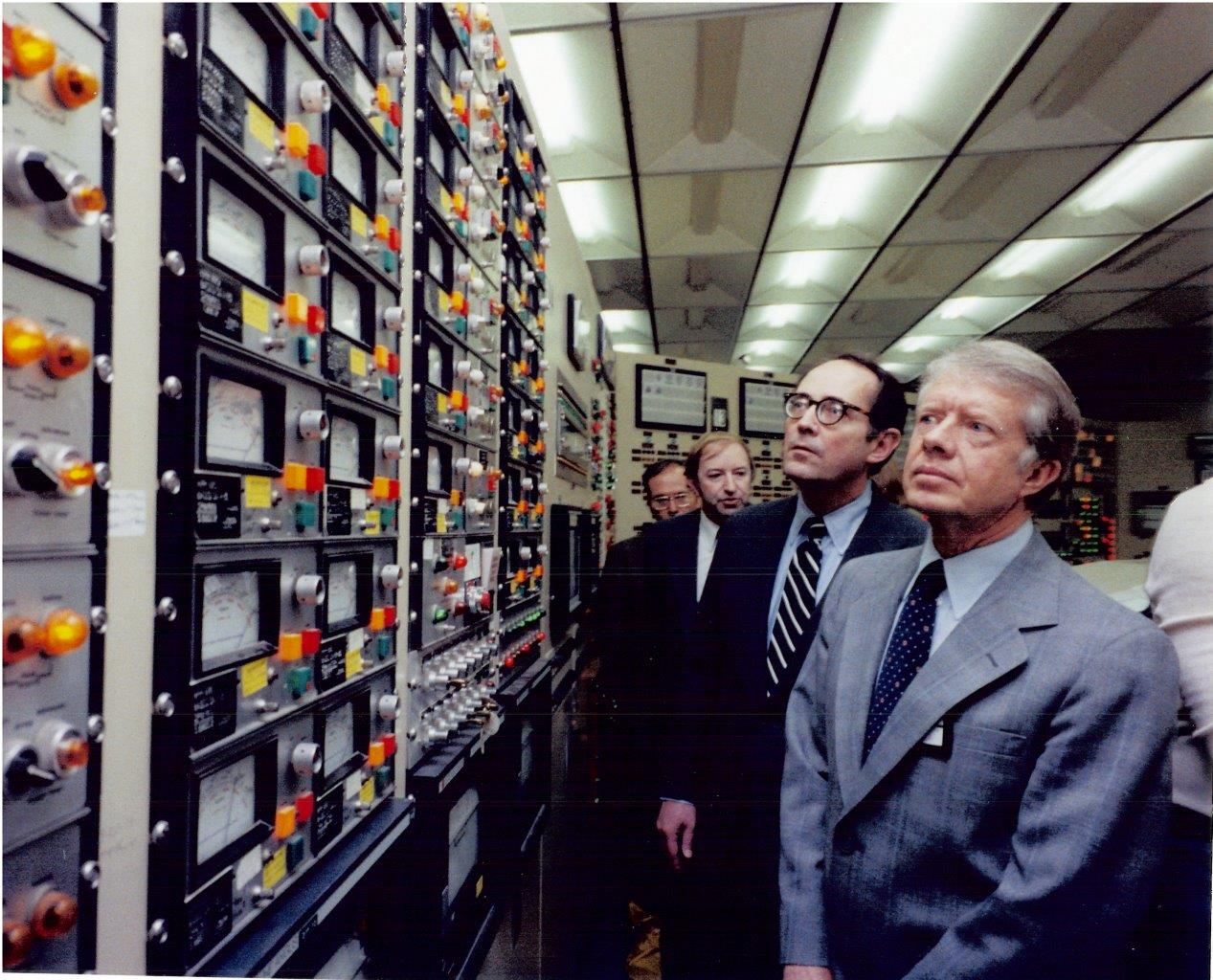
Carter im Kontrollraum des Kernkraftwerks Three Mile Island (1. April 1979)

Am 28. März 1979 ereignete sich ein Reaktorunfall auf Three Mile Island bei Harrisburg, Pennsylvania. Dabei kam es zu einem Ausfall des Kühlsystems, so dass die Brennstäbe in Kontakt mit Luft gerieten und eine partielle Kernschmelze sowie die Freisetzung radioaktiver Gase in die Umwelt ausgelöst wurde. Im September richtete Carter einen Untersuchungsausschuss zu diesem Vorfall ein, der vom Mathematiker John G. Kemeny geleitet wurde. Der Kemeny Report kam zum Schluss, dass dem Unfall menschliches Versagen bei den Operatoren des Kraftwerks beziehungsweise deren unzureichende Ausbildung, in der Verwaltung und der zuständigen Behörde, der Nuclear Regulatory Commission, zugrunde gelegen habe.

#### Außenpolitik
In einer außenpolitischen Grundsatzrede an der Notre-Dame-Universität am 22. Mai 1977, wenige Monate nach dem Beginn seiner Amtszeit, skizzierte Carter seine Vorstellungen einer neuen Außenpolitik, die sich stärker an Menschenrechten orientieren sollte. Dabei ging es ihm auch darum, die Politik der Vereinigten Staaten nach dem Ende des Vietnamkriegs neu zu legitimieren. Inwiefern es ihm gelang, diese Agenda umzusetzen, blieb auch in der Rückschau (Stand 2016) umstritten.
Am 10. August 1977 handelten Panama-Stadt und Washington die Schlussfassung der Torrijos-Carter-Verträge aus. Knapp einen Monat später am 7. September unterschrieben Carter und Omar Torrijos die Dokumente im Sitz der Organisation Amerikanischer Staaten im District of Columbia. Die Verträge sahen eine vollständige Übergabe des Panamakanals von den Vereinigten Staaten an Panama bis 2000 vor.
Ende Dezember 1977 begab sich Carter auf eine längere Auslandsreise, die ihn nach Polen, Iran, Indien, Saudi-Arabien, Ägypten und weitere Länder führte. Am 30. Dezember 1977 gab Carter eine im Fernsehen übertragene Pressekonferenz in Warschau und war damit der erste amerikanische Präsident, der einen solchen Auftritt in Osteuropa hatte. In Warschau besuchte er das Warschauer Ghetto-Ehrenmal und legte dort einen Kranz ab. Ab dem 31. März 1978 folgte mit Nigeria beginnend eine weitere Reise in mehrere afrikanische Staaten.

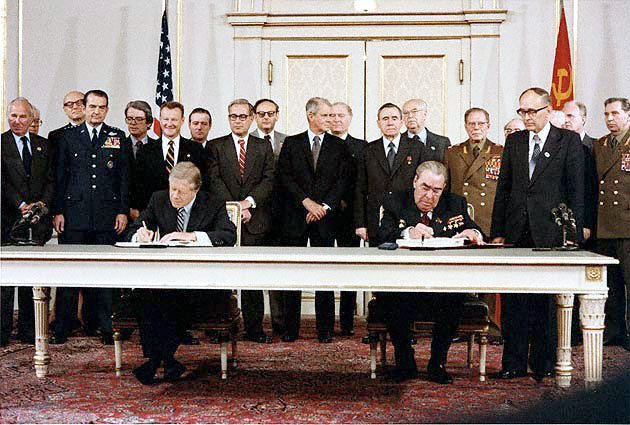
Carter (links) und Leonid Iljitsch Breschnew beim Unterzeichnen des SALT-II-Vertrags in Wien (18. Juni 1979)

Am 18. Juni traf Carter in Wien den sowjetischen Staatschef Leonid Iljitsch Breschnew, um die SALT II-Verträge abzuschließen. SALT II sah eine Begrenzung des strategischen Kernwaffenarsenals beider Länder vor. Im Senat stieß das Abkommen auf erheblichen Widerstand, auch innerhalb der Demokraten durch Jackson und Sam Nunn. Wegen des sowjetischen Einmarschs in Afghanistan einige Monate später und der dadurch bedingten stark angespannten Beziehungen zwischen Washington und Moskau kam SALT II im Senat nie zur Abstimmung.

#### Camp-David-Abkommen

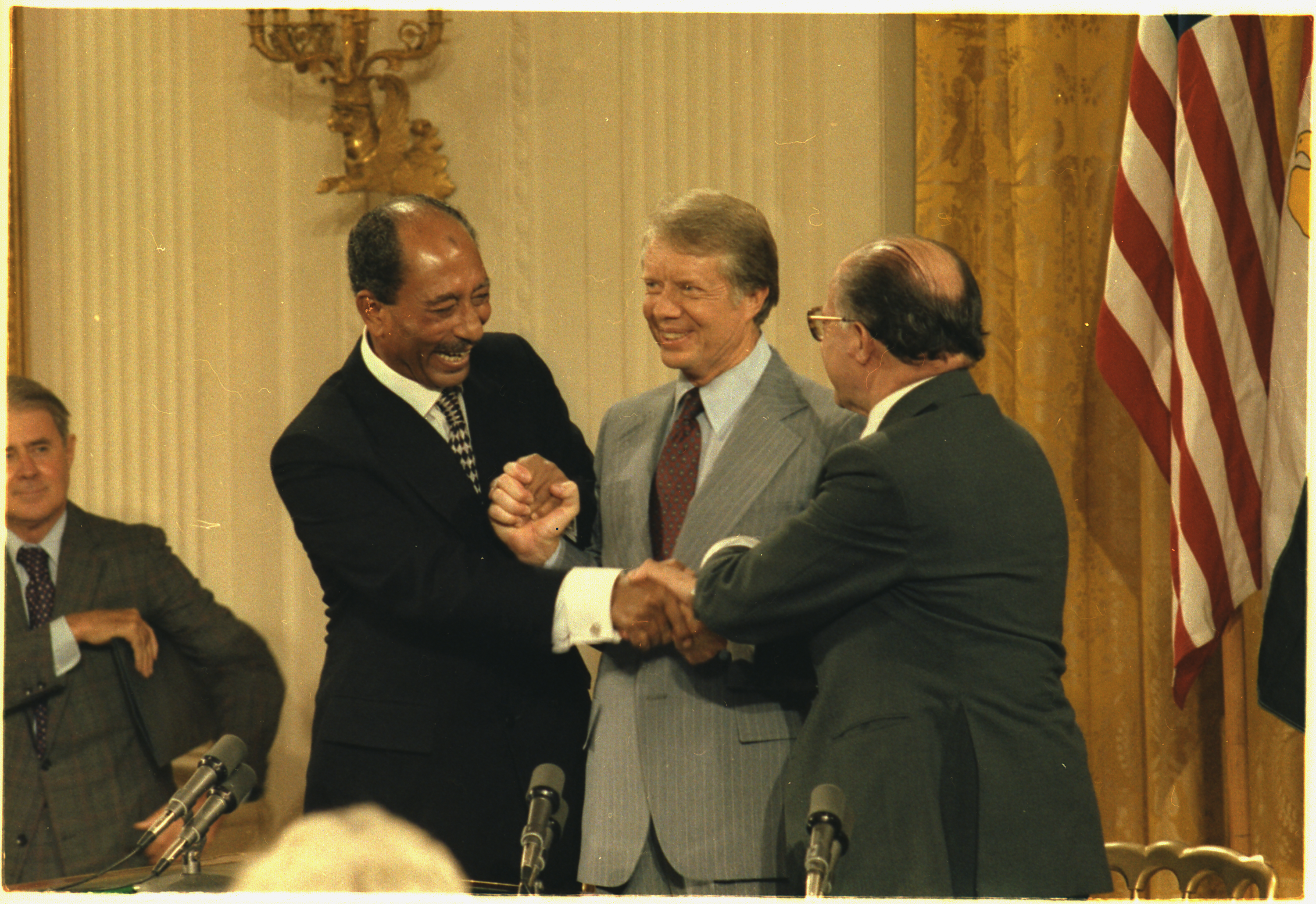
Anwar as-Sadat (links), Carter (Mitte) und Menachem Begin (rechts) bei der feierlichen Zeremonie zur Unterschrift des Camp-David-Abkommens im East Room des Weißen Hauses (17. September 1978)

Carter setzte 1978 die Vermittlung im Nahostkonflikt nach ganz oben auf die politische Agenda. Anfang des Jahres signalisierte er, dass er die Unnachgiebigkeit des israelischen Ministerpräsidenten Menachem Begin für das größte Hemmnis auf dem Weg zu einer Friedenslösung hielt. Der ägyptische Staatspräsident Anwar as-Sadat bestärkte ihn in dieser Einschätzung bei dessen Besuch in den Vereinigten Staaten Anfang Februar. Kurz darauf berief Carter eine Versammlung der Führungsfiguren der jüdischen Amerikaner ein und erklärte diesen, dass Begin einen Friedensschluss zwischen Israelis und Palästinensern verhindere. Der strittige Punkt waren die israelischen Siedlungen im Westjordanland.
Auf den Küstenstraßen-Anschlag der palästinensischen Fatah, der 37 Israelis das Leben kostete, reagierte Tel Aviv ab dem 14. März 1978 mit der Operation Litani in Südlibanon, die mehr als tausend Todesopfer forderte und mindestens 100.000 Menschen vertrieb. Mit dieser Hypothek belastet traf Begin am 20. März in Washington ein. Der nach den ergebnislosen Gesprächen stark verärgerte Carter teilte dem Kongress mit, dass Begin die Problemursache im Nahostkonflikt sei.
Ab dem 6. September 1978 moderierte Carter Friedensverhandlungen zwischen Begin und Sadat; seit dem Sechstagekrieg von 1967 befanden sich Teile der Sinai-Halbinsel in israelischer Hand. Die Gespräche fanden in Camp David statt, dem Landsitz des amerikanischen Präsidenten. Am 17. September wurde das Camp-David-Abkommen unterzeichnet. Darauf aufbauend folgte im März 1979 der israelisch-ägyptische Friedensvertrag. Dieser wurde im Rahmen einer feierliche Zeremonie am 26. März von Begin und Sadat auf dem Rasen vor dem Weißen Haus unterzeichnet. Wesentlich Inhalte des Vertrags waren die Beendigung des seit 1948 bestehenden Kriegszustands zwischen beiden Staaten und die Rückgabe des Sinai an Kairo.

#### Ein-China-Politik
Am 15. Dezember 1978 kündigte Carter in einer TV-Ansprache die Aufnahme von diplomatischen Beziehungen mit der Volksrepublik China und den Amerika-Besuch des „Überragenden Führers“ Deng Xiaoping für das kommende Jahr an. Außerdem informierte er über den beabsichtigten Rückzug der Streitkräfte der Vereinigten Staaten aus Taiwan. Damit führte Carter die Politik seines Vorvorgängers Nixon fort, der die Ein-China-Politik Pekings anerkannt hatte, sprich die Volksrepublik als einzige legitime Regierung Chinas ansah. Außerdem erklärte Carter in der Ansprache das 1954 mit Taiwan abgeschlossene Militärbündnis für obsolet. Gegen die zu diesem Zweck von Carter erlassene Executive Order legten Goldwater und 15 weitere Senatoren Einspruch beim Obersten Gerichtshof ein, der ihrer Beschwerde aber nicht stattgab.
Am 1. Januar 1979 nahmen die Vereinigten Staaten schließlich diplomatische Beziehungen mit der Volksrepublik China auf. Am 29. Januar 1979 war Deng auf Staatsbesuch im Weißen Haus. Bei seiner dortigen Rede betonte er die Gefährdung des Weltfriedens durch die Sowjetunion. Im April 1979 billigte der Kongress den Taiwan Relations Act, der die Beziehungen zu Taipeh neu regelte.

#### Geiselnahme von Teheran
Im November 1978 spitzte sich die Lage im Iran in der Folge des Schwarzen Freitags zu; es kam zu Massendemonstrationen und Ausschreitungen gegen den Schah Mohammad Reza Pahlavi. Der Botschafter in Teheran William H. Sullivan warnte das Weiße Haus, dass es mit einem nationalistischen Umsturz von rechts rechnen müsste. Carter tat die Warnung als unfundiert ab und unterstützte weiterhin das Schah-Regime. Am 16. Januar 1979 floh Pahlavi schließlich vor der Islamischen Revolution aus dem Iran. Zwei Wochen später kehrte der religiöse Führer Ruhollah Chomeini aus seinem langjährigen Exil nach Persien zurück. Die Beziehungen zwischen dem Iran und den Vereinigten Staaten verschlechterten sich erheblich, als Carter am 22. Oktober 1979 den todkranken Pahlavi zu einer Krebstherapie nach New York einreisen ließ, obwohl das Chomeini-Regime  dem gestürzten Schah den Prozess machen wollten. Vor allem Henry Kissinger und David Rockefeller hatten den Präsidenten zu dieser Entscheidung gedrängt.

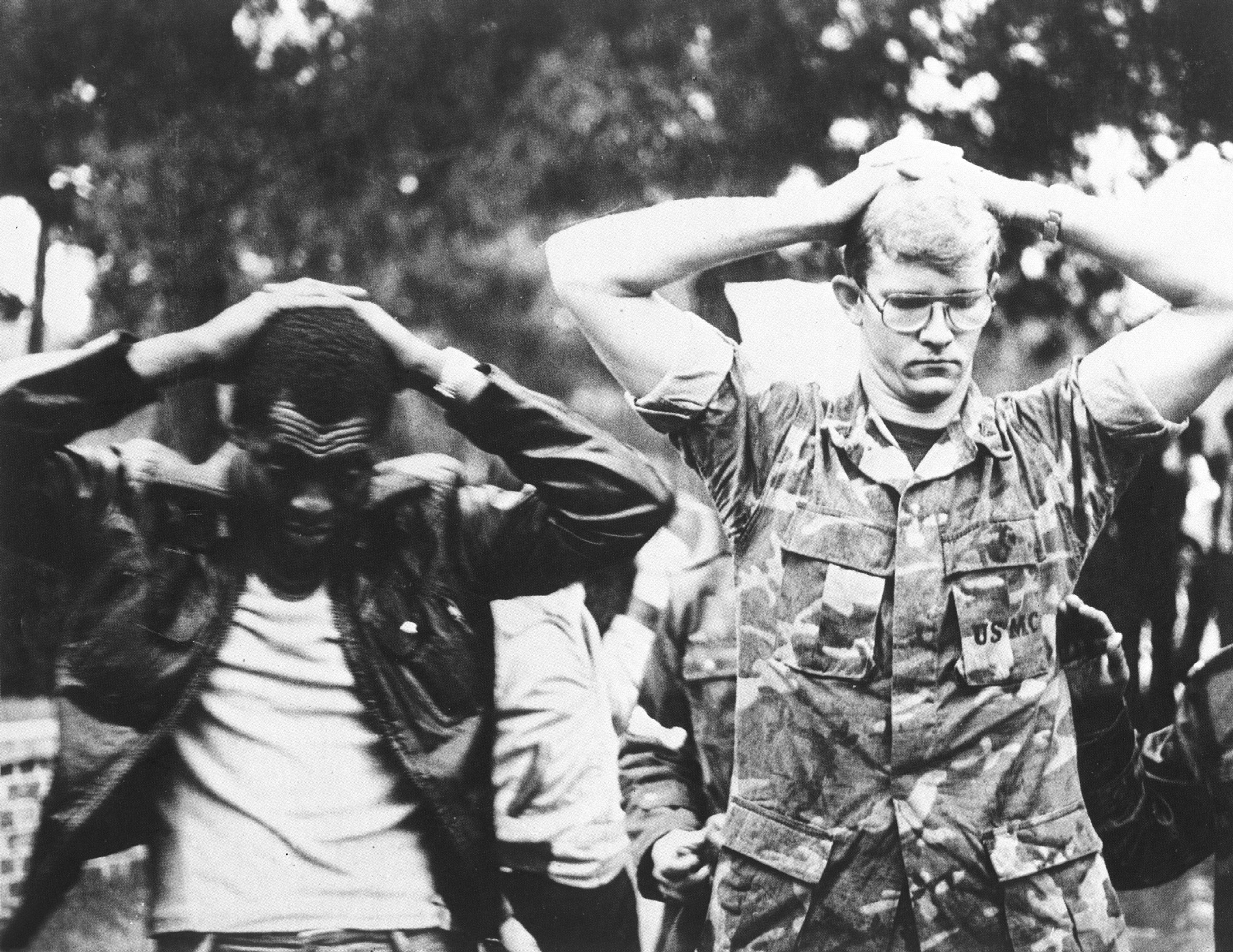
Zwei amerikanische Geiseln am Tage der Botschaftsbesetzung (4. November 1979)

Am 4. November 1979 nahm die Geiselnahme von Teheran ihren Anfang, als überwiegend studentische Anhänger Chomeinis die Botschaft der Vereinigten Staaten besetzten. Sie überwältigten das Personal und nahmen 90 Geiseln, darunter 66 Amerikaner. Die Studenten forderten von Washington die Überstellung des gestürzten Schah. Carter reagierte mit dem Einfrieren iranischen Anlagevermögens in den Vereinigten Staaten, einem Importstopp für iranisches Öl und der Ausweisung von 183 Diplomaten Irans. Bis zum 20. November hatte Chomeini die Freilassung von knapp 40 Geiseln veranlasst, hauptsächlich Afroamerikaner und Frauen, so dass sich noch 52 Geiseln in der Gewalt seiner Anhänger befanden. Der Sicherheitsrat der Vereinten Nationen forderte am 4. Dezember ein Ende der Geiselnahme, ohne etwas erreichen zu können. Chomeini brandmarkte währenddessen die Vereinigten Staaten als den „großen Satan.“ Carter probierte einige diplomatische Manöver; unter anderem entsandte er den früheren Justizminister Ramsey Clark in den Iran. Es gelang ihm aber nie, einen direkten Kommunikationskanal mit dem Revolutionsführer zu öffnen. Die Geiselnahme beschädigte das Ansehen Carters in Amerika erheblich.
Am 24. April 1980 scheiterte die auf Befehl Carters durchgeführte Operation Eagle Claw zur Befreiung der Geiseln. Er hatte die Kommandoaktion mitten im Verlauf abbrechen lassen, als es bei einem der Helikopter, die bereits im Iran gelandet waren, zu eine Fehlfunktion gekommen war. Als die CH-53s daraufhin in der Nacht gestartet waren, war einer mit einer Lockheed C-130 kollidiert und beide Luftfahrzeuge abgestürzt. Vier Tage später trat Außenminister Vance wahrscheinlich aus Protest gegen den Befreiungsversuch des Präsidenten von seinem Amt zurück. Carter bestimmte Edmund Muskie zu dessen Nachfolger. Mit dem Beginn des Iran-Irak-Kriegs am 22. September 1980 spitzte sich die Lage für die Geiseln weiter zu.
Nach seiner Abwahl Anfang November 1980 setzte Carter sich weiterhin für die Freilassung der Geiseln ein. Am 18. Januar 1981 gewann er die Finanzindustrie für eine Zusage an Teheran, die die Rückgabe von requirierten Vermögenswerten Irans in Höhe von 9 Mrd. US-Dollar im Falle der Rückkehr der Geiseln zusagten. Carter unterrichtete seinen Amtsnachfolger über die Situation und hoffte darauf, die Botschaftsangehörigen noch während seiner Präsidentschaft zurück in die Vereinigten Staaten holen zu können. Teheran kündigte die Freilassung der Geiseln jedoch erst eine halbe Stunde nach der Amtseinführung von Reagan am 20. Januar an. Am nächsten Tag begrüßte Carter die Freigelassenen auf einem Militärflughafen in Deutschland.

#### Sowjetische Intervention in Afghanistan

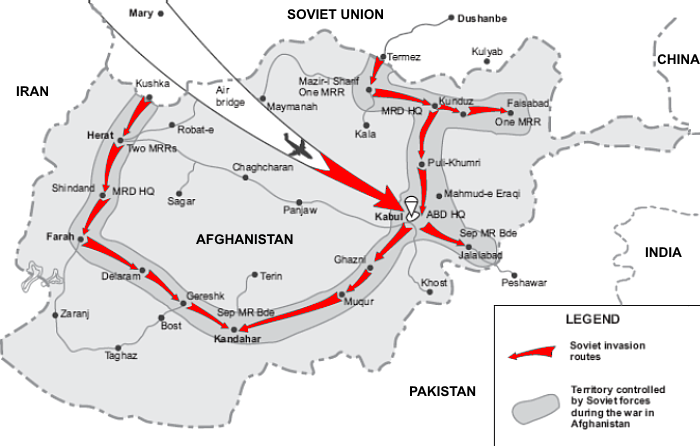
Invasionsrouten der Roten Armee in Afghanistan

Im Dezember 1979 zeichnete sich eine weitere Krise internationalen Ausmaßes ab, als die Sowjetunion nach der Ermordung des moskaufreundlichen Ministerpräsidenten Nur Muhammad Taraki mit einer Truppenmassierung an der afghanischen Grenze begann. Am 25. Dezember setzte sich die Rote Armee in Marsch und rückte in Afghanistan ein. Bis zum Jahresende bewegten sich 85000 Rotarmisten auf Kabul zu. Carter zeigte sich von dieser Entwicklung überrascht, die zu Aufständen und Gewalt in Saudi-Arabien und Pakistan führte. Er sah nicht zuletzt aus diesen Gründen in der sowjetische Invasion Afghanistans eine Bedrohung für die Erdölvorräte am Persischen Golf. Zum Widerwillen der amerikanischen Farmer und Teilen der eigenen Administration verhängte Carter ein Lebensmittelembargo gegen die Sowjetunion.
Anfang 1980 kündigte Carter einen Stopp jeglichen Technologieverkaufs in die Sowjetunion und eine drastische Senkung der Getreideexporte an. Am 20. Januar erklärte er den Boykott der Olympischen Sommerspiele 1980 in Moskau; dieser Aktion schlossen sich nach und nach 63 weitere Staaten an. Fünf Tage später hielt Carter die Rede zur Lage der Nation und stellte heraus, dass er zu einem Krieg bereit sei, um die Ölvorkommen am Persischen Golf für Amerika zu sichern. In diesem Zusammenhang betonte er, dass die Abhängigkeit der Vereinigten Staaten von Öl- und Gasimporten eine Gefahr für die nationale Sicherheit sei. Er warnte Moskau davor, die Situation im Iran und Afghanistan auszunutzen, um das seit langem verfolgte geostrategische Ziel eines ganzjährig eisfreien Hafens durch einen Standort in dieser Region zu erreichen. Jedes Bestreben einer auswärtigen Macht nach Kontrolle über die Region des Persischen Golfs werde als ein Angriff auf die vitalen Interessen der Vereinigten Staaten aufgefasst. Dieser robuste Grundsatz wurde als Carter-Doktrin bekannt. Außerdem brachte der Präsident in der State of the Union Address die mögliche Wiederaufnahme der Wehrpflicht ins Gespräch.

#### Präsidentschaftswahl 1980

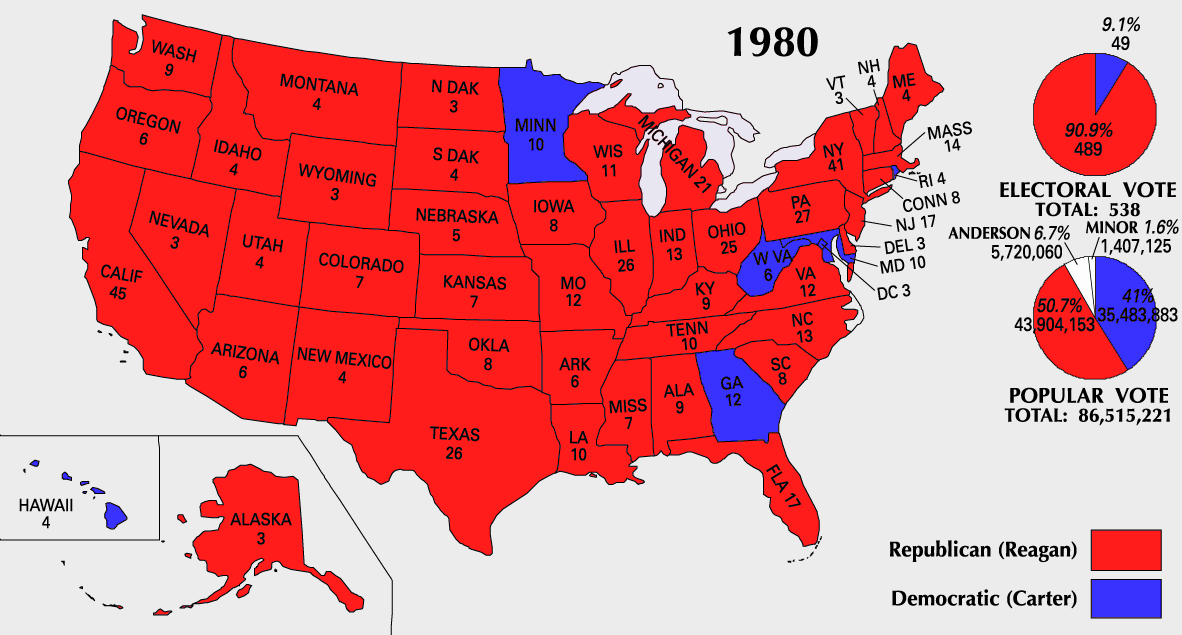
Ergebnisse der Präsidentschaftswahl 1980 im Überblick

Am 7. November 1979 – drei Tage nach der Besetzung der Botschaft in Teheran – gab Senator Edward Kennedy seine Bewerbung um die demokratische Präsidentschaftskandidatur bekannt. Am 4. Dezember informierte Carter die Öffentlichkeit darüber, dass er 1980 eine Wiederwahl anstrebte. Carter und Kennedy lieferten sich bei den Primaries ein temperamentvolles Duell; nach den frühen Siegen in Iowa und New Hampshire im Februar 1980 sicherte sich der Präsident auch die nächsten zwölf Vorwahlen in den Südstaaten und im Mittleren Westen. Bis zum Beginn der Democratic National Convention am 11. August in New York hatte Carter eine Mehrheit der Delegierten hinter sich gebracht. Seine Ansprache an den Nominierungsparteitag nach der Wahl stand allerdings im Schatten von Kennedys charismatischer Persönlichkeitswirkung. Dieser hatte seine Rede direkt vor ihm gehalten und dafür mehr als eine halbe Stunde lang Jubel geerntet. Zwar zeigten sich beide danach gemeinsam auf dem Podium, aber es blieb ein unbeholfener Versuch, Einigkeit zu zeigen. Carters Gegner bei der Präsidentschaftswahl war Reagan, den die Republikaner  Mitte August auf ihrer Convention in Detroit zum Spitzenkandidaten erkoren hatten.
Unmittelbar nach seiner Nominierung hatte Reagan in den Umfragen einen Vorsprung von knapp 30 % auf den amtierenden Präsidenten. Das demokratische Wahlkampfteam entschloss sich daher, die Kampagne weniger programmatisch auszurichten, sondern den Herausforderer direkt anzugehen. Mit dieser Strategie kam Carter Mitte Oktober auf einen Vorsprung von 2 %. Wegen dieses knappen Rennens erhielt die einzige TV-Debatte zwischen Reagan und Carter am  28. Oktober 1980 eine zentrale Bedeutung. Der republikanische Herausforderer reagierte in der Diskussion wiederholt mit der Floskel „There you go again“ („Da bist du schon wieder“), sobald Carter einen Streitpunkt ansprach. Außerdem schaute Reagan mehrfach in die Kamera und fragte das Fernsehpublikum direkt, ob es ihm besser ginge als vier Jahre zuvor. Die meisten Medien erklärten Carter danach zum Verlierer der TV-Debatte.
Das wichtigste Thema im Wahlkampf war die grassierende Inflation. Reagan versprach, die Mineralölkonzerne von jeglicher staatlicher Kontrolle zu befreien, um die Probleme bei der Energieversorgung in den Griff zu bekommen. Carter hingegen schlug die Produktion von synthetischen Kraftstoffen vor. Weitere Punkte auf seiner Agenda waren die gesetzliche Regulierung von Schwangerschaftsabbrüchen, der Equal Rights Amendment („Verfassungszusatz zur Gleichberechtigung“) und nationale Gesundheitsfragen. Am Wahltag am 4. November 1980 erlitt Carter eine herbe Niederlage. Er erhielt 41 % der Wählerstimmen gegenüber 50,7 % für Reagan. Im Electoral College kam Carter somit nur auf 49 Wahlleute, während auf Reagan 489 entfielen. Insgesamt gewann Carter außer in Georgia nur in fünf weiteren Bundesstaaten und im District of Columbia. Neben dem Weißen Haus verloren die Demokraten nach 28 Jahren zudem die Mehrheit im Senat.

### Friedensmissionen im Nahen Osten und Gründung des Carter Centers (1981–1986)
Zurück in Plains hatten die Carters nach vier Jahren im Weißen Haus mit der Umstellung auf das „lethargische“ Landleben zu kämpfen. Carter, der neben der deutlichen Niederlage bei der Präsidentschaftswahl die negativen, ersten Bewertungen seiner Amtszeit verdauen musste, erlebte eine depressive Phase. Schon bald äußerte er sich in der Öffentlichkeit kritisch über seinen Nachfolger und warf ihm im Dezember 1981 Kriegslüsternheit der Sowjetunion gegenüber vor. Die ersten Auslandsreisen als Ex-Präsident führten Carter im August 1981 nach Japan sowie in die Volksrepublik China und im Oktober nach Ägypten zur Beerdigung Sadats.
Im April 1982 bekundete Carter öffentlich sein Interesse an einer Rückkehr in die Politik und bot Reagan seine Unterstützung bei weiteren Friedensbemühungen im Nahen Osten an. Ford als auch Nixon sprachen in diesem Sinne beim Weißen Haus vor. Im gleichen Jahr gründete Carter das Carter Center in Atlanta, das sich der globalen Konfliktlösung und dem Einsatz für Menschenrechte verschrieben hat. Die Zielsetzung dieser Non-Profit-Organisation hatte er zuvor gemeinsam mit Brzeziński, Vance, Colin Powell, Warren Christopher, Sol Linowitz und weiteren Experten erarbeitet. Wesentliche Geldgeber waren neben der in Atlanta ansässigen Coca-Cola Company große Stiftungen wie die Ford Foundation, die Rockefeller- und die Carnegie-Stiftung. Bis 1998 führte das Carter Center Wahlbeobachtungen in 17 Ländern durch und versorgte elf Millionen Menschen in Lateinamerika und Afrika mit Lebensmittelhilfe. Noch 1982 erschienen Carters Memoiren  über seine Zeit im Weißen Haus, die in der Kritik als ein gelehrtes, aber selbstbezogenes und trockenes Werk beschrieben wurden.
Vor dem Hintergrund der Zuspitzung des Libanesischen Bürgerkriegs mit der Intervention Israels 1982 besuchte Carter im März 1983 Kairo. Zur Vorbereitung hatte er sich mit dem Koran und der Tora beschäftigt und Brzeziński hatte Treffen mit Nahostexperten organisiert. Schon im Vorhinein hatte Carter eine Zusammenkunft mit Jassir Arafat ausgeschlossen, wegen dessen Weigerung, das Existenzrecht Israels anzuerkennen. Während seines achttägigen Aufenthalts in Ägypten traf er aber andere PLO-Funktionäre. In angespannter Atmosphäre begegnete er anschließend in Israel Begin, den er zu einem sofortigen Rückzug aus Libanon aufforderte. Über die Zwischenstationen Jordanien und Saudi-Arabien gelangte Carter schließlich nach Beirut. Bei hoher Gefährdungslage inmitten des Bürgerkrieggebiets und mit einer militärischen Schutzweste ausgerüstet traf er Amin Gemayel, den Brudes des einige Monate zuvor bei einem Bombenanschlag ermordeten Staatspräsidenten Bachir Gemayel. Im November war Carter in Atlanta Gastgeber einer viertägigen von Israel boykottierten Konferenz von Nahostexperten aus zehn Ländern, darunter sowjetische Wissenschaftler. Die Versammlung kam zu dem Schluss, dass das Camp-David-Abkommen eine Basis für einen umfassenden Frieden in der Region sein könnte.
Im Jahr 1984 engagierte sich Carter beim sozialen Bauprojekt Habitat for Humanity. Mit anderen Freiwilligen aus Georgia half er für eine Woche publikumswirksam bei der Renovierung eines verlassenen Gebäudes in der Lower East Side Manhattans. Im Präsidentschaftswahlkampf 1984 zeigte er sich kaum. Zwar sprach er zur Eröffnung der Democratic National Convention, aber die Rede fand in den Medien kaum Beachtung. Zudem betrachteten viele der Delegierten seine Anwesenheit auf dem Nominierungsparteitag kritisch, weil sie angesichts seiner als gescheitert betrachteten Präsidentschaft eine negative Auswirkung auf die Siegeschancen ihres Spitzenkandidaten Mondale befürchteten.
Im April 1985 richtete Carter in Atlanta eine Konferenz zur Rüstungskontrolle aus, an der auch der sowjetische Botschafter Anatoli Fjodorowitsch Dobrynin teilnahm. Das Hauptziel der Versammlung war einen Weg zur nuklearen Abrüstung aufzuzeigen. Daneben nutzte Carter die Veranstaltung für Kritik an Reagans Strategic Defense Initiative (SDI), die als Star Wars bekannt wurde. Im gleichen Jahr erschien sein Buch The Blood of Abraham, das er vorab auf 60 Minutes auf CBS vorstellen durfte.

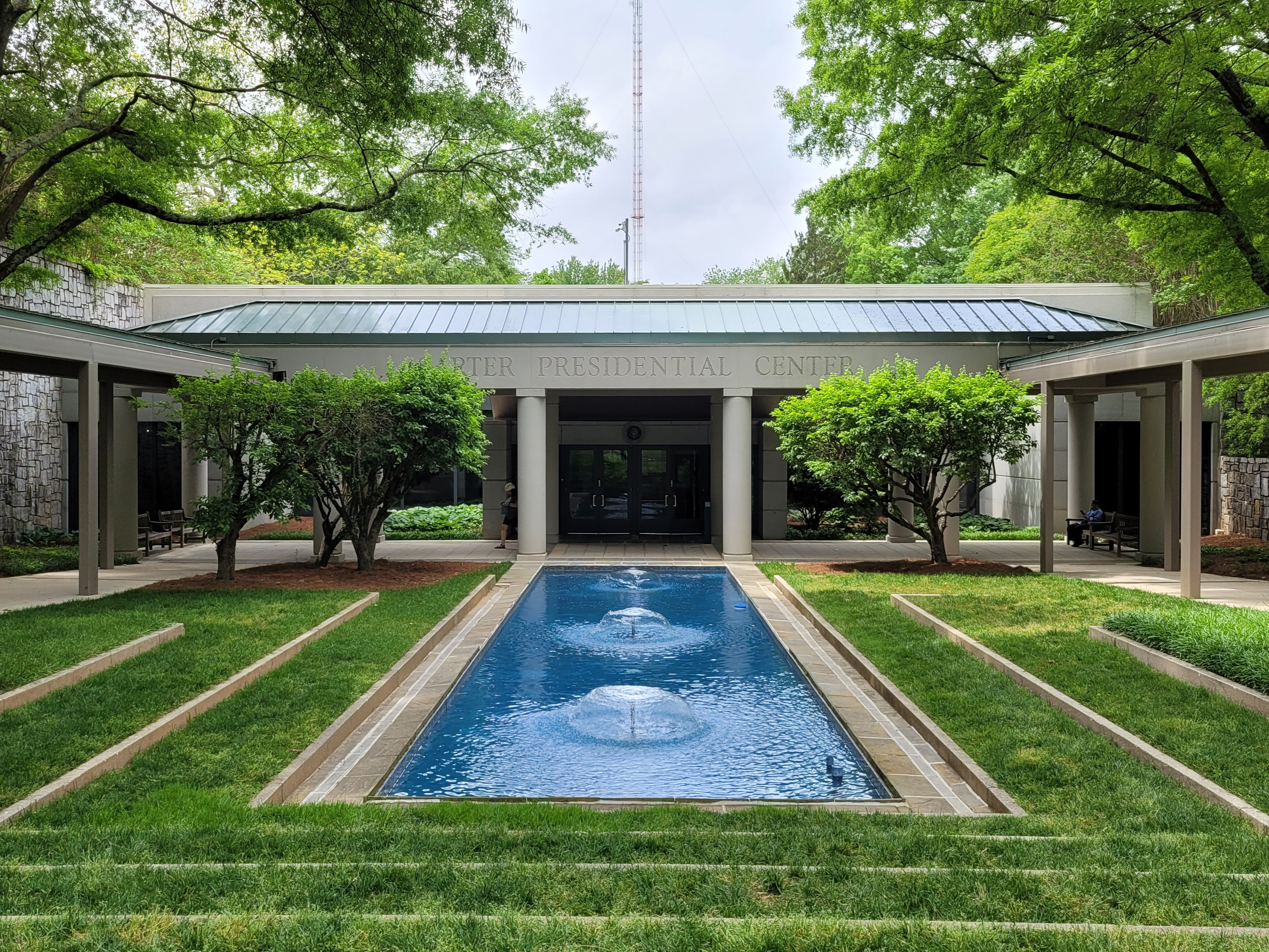
Das 1986 eröffnete Jimmy Carter Library and Museum teilt sich den Gebäudekomplex mit dem Carter Center (2024)

Im Sommer und November 1986 besuchte Carter Äquatorialafrika beziehungsweise Pakistan und Bangladesh im Rahmen einer Kampagne zur Bekämpfung des Guineawurms. Als Großspender konnte er unter anderem den pakistanischen Bankier Agha Hasan Abedi und den japanischen Unternehmer Ryōichi Sasakawa gewinnen. Durch diese Initiative wurde der Parasit bis 1993 in Pakistan komplett ausgerottet. Zum 62. Geburtstag Carters am 1. Oktober 1986 wurde das Carter Center in Atlanta eröffnet; an der Zeremonie nahm Präsident Reagan teil.

### Diplomatische Initiativen im Nahost- und Kuwaitkonflikt und Wahlbeobachter in Mittelamerika (1986–1991)
Im Jahr 1987 stand Carters Tochter Amy mit dem ehemaligen Angeklagten der „Chicago Seven“, Abbie Hoffman, vor Gericht, weil sie 1986 an der University of Massachusetts Amherst gegen die Rekrutierung von Absolventen durch die CIA und das südafrikanische Apartheidregime protestiert hatte. Mit Unterstützung ihres Vaters wurde sie freigesprochen. Ebenfalls 1987 reiste Carter erstmals in die Sowjetunion, wo er in Moskau auf Generalsekretär Michail Sergejewitsch Gorbatschow und Außenminister Andrei Andrejewitsch Gromyko traf. Obwohl ihn die Reagan-Administration wegen der Gefährdungslage dringend davon abgeraten und jede Vermittlungsinitiative im Nahostkonflikt untersagt hatte, machte Carter einen Abstecher nach Damaskus und führte eine mehrstündige Unterredung mit dem syrischen Staatspräsidenten Hafiz al-Assad. Gemeinsam mit Rosalynn veröffentlichte er 1987 das Buch Everything to Gain: Making the Most Out of the Rest of Your Life, das sich für zehn Wochen in der New-York-Times-Bestsellerliste hielt.
Bei der Präsidentschaftswahl 1988 unterstützte Carter den demokratischen Kandidaten Michael Dukakis bestenfalls halbherzig. Er kritisierte dessen aus seiner Sicht mangelndes Verständnis für die Afroamerikaner und sympathisierte bei den Primaries mehr mit der Kandidatur von Jesse Jackson. Trotzdem erhielt Carter im Wahlkampf der Demokraten viel Aufmerksamkeit, denn die Democratic National Convention fand in Atlanta statt. Er führte Dukakis durch das Carter Center und engagierte sich in dessen Wahlkampf in Georgia. Wenig glücklich war er über die Wahlkampftaktik des Republikaners George H. W. Bush, Dukakis als einen „weiteren Jimmy Carter“ zu bezeichnen. Trotzdem sah er in Bushs letztendlichem Einzug in das Weiße Haus einen möglichen Neuanfang nach der Reagan-Ära. Noch vor dem Wahltag hatte Carter gemeinsam mit Ford die Schrift American Agenda: Report on the 41st President of the U. S. veröffentlicht, die dem kommenden Präsidenten Handlungsoptionen für die drängenden politischen Aufgaben wie Reduzierung des Haushaltsdefizits an die Hand gab.
Im Februar 1989 traf Carter zum Entsetzen des gleichfalls in Caracas sich aufhaltenden Vizepräsidenten Dan Quayle den nicaraguanischen Staatspräsidenten und Sandinisten Daniel Ortega, der ihn als Wahlbeobachter für die Wahlen 1990 nach Nicaragua einlud. Bei dieser Gelegenheit kam es auch zu einem Geheimtreffen mit Fidel Castro. Drei Monate später exponierte sich Carter, als er sich vor Ort in die von Gewalt begleiteten Wahlen Panamas einmischte, die Manuel Noriega am 7. Mai nur durch Betrug für sich entscheiden konnte. Auf einer Pressekonferenz gab Carter bekannt, dass Noriega eigentlich im Verhältnis 1:3 verloren habe. In Absprache mit Präsident Bush bot Carter dem panamaischen Diktator als Ausweg ein Exil in Spanien an.
Carter, der noch Ende 1989 die Wählerregistrierung in Nicaragua begleitet hatte, prognostizierte im Februar drei Wochen vor der Präsidentschaftswahl einen Sieg Ortegas. Die UN unterstellte ihm daraufhin Voreingenommenheit für diesen Kandidaten. Am 25. Februar siegte jedoch zur allgemeinen Überraschung Violeta Barrios de Chamorro, die somit als erste Frau zu einer Regierungschefin eines zentralamerikanischen Landes wurde. Im April hatte Carter ein Geheimtreffen mit Yasser Arafat in Paris, womit er später den Zorn des Kabinetts auf sich zog, das seine eigenmächtige diplomatische Initiative im Nahostkonflikt, insbesondere Gespräche mit der PLO, als „möglichen Verrat“ verurteilte. Als sich die Lage nach der Eroberung Kuwaits durch den Irak immer weiter zuspitzte und eine internationale Koalition im Rahmen der UN und unter Führung Washingtons ihre Truppen zusammenzog, versuchte Carter unermüdlich einen Krieg abzuwenden, wozu er unter anderem am 19. November einen Brief an alle Staatschefs der Mitglieder des UN-Sicherheitsrats und ein Dutzend weitere bedeutende Regierungen. Präsident Bush war über dieses, für ihn vollkommen unverständliche Vorgehen Carters außer sich.
Noch eine Woche vor dem Beginn des Zweiten Golfkriegs und wieder ohne Wissen geschweige denn Billigung des Weißen Hauses führte Carter Anfang Januar 1991 mit mehreren arabischen Staatsführern im Nahen Osten Gespräche, um eine diplomatische Lösung für den Konflikt um den Kuwait herbeizuführen. Später arbeitete er mit der Bush-Administration zusammen und begleitete Außenminister James Baker auf mehrere Auslandsmissionen in Lateinamerika, die in Guyana, Suriname und weiteren vier Nationen zu einem nachhaltigen Bekenntnis zur Demokratie führten. Andere diplomatische Unternehmungen  brachten Carter in diesem Jahr mehrfach nach Nicaragua sowie Sambia und Haiti.

### Vorbereitung des Genfer Rahmenabkommens mit Nordkorea und Vermittlungsbemühungen im Bosnienkrieg (1992–1997)
Bei den demokratischen Primaries für die Präsidentschaftswahl 1992 unterstützte Carter anfangs den Senator aus Massachusetts Paul Tsongas, den er für moralisch integrer als dem, Gerüchte um sexuelle Eskapaden anhaftenden, Bill Clinton hielt, schwenkte dann aber bis zum Nominierungsparteitag im Juli 1992 in New York in das Lager des Gouverneurs von Arkansas um. Dort war er einer der Hauptredner und gewann im August Bill und Hillary Clinton sowie den Running Mate Al Gore und Gattin als Arbeiter für einen Hausbau in Atlanta des sozialen Projekts Habitat for Humanity.
Mit Jemen besuchte Carter im August 1993 das 100. Land seit seiner Abwahl. Auf seinem Programm stand in diesem Jahr eine Reise nach Nordkorea. Angesichts des Austritts von Pjöngjang aus dem Atomwaffensperrvertrag konnte Außenminister Warren Christopher den Ex-Präsidenten davon überzeugen, von diesem Vorhaben Abstand zu nehmen. Im Sudan bemühte sich Carter um eine Vermittlung im Zweiten Bürgerkrieg. Angesichts der überall grassierenden Korruption brach er danach eine Wahlbeobachtungsmission in Togo ab.
Im Juni 1994 nahm er entgegen dem Willen der Regierung Clinton eine Einladung von Nordkoreas Diktator Kim Il-sung an. Der Konflikt ging im Wesentlichen um eine Inspektion von möglichen Produktionsstätten für Nuklearwaffen durch die Vereinten Nationen, die Nordkorea als einen Entzug seiner staatlichen Souveränität betrachtete und am 5. Juni explizit mit Krieg im Falle von Sanktionen drohte. Nachdem Carter seinen Reiseplan öffentlich gemacht und mit Clinton telefoniert hatte, erhielt er schließlich eine Reiseerlaubnis und traf am 13. Juni in Pjöngjang ein. In seinen späteren Erinnerungen ordnete er diese Mission als seine herausforderndste ein. Auf einer Yachtfahrt auf dem Taedong-gang konnte er Kim Il-sung von einem Einfrieren des Atomprogramms, internationalen Inspektionen und einem Gipfeltreffen mit Südkoreas Präsidenten Kim Young-sam überzeugen. Im Gegenzug ersetzten die Vereinigten Staaten Nordkoreas gasgekühlte graphitmoderierten Kernreaktoren durch Leichtwasserreaktoren. Das von Washington und Pjöngjang später Oktober 1994 unterzeichnete Genfer Rahmenabkommen bestätigte im Wesentlichen den von Carter ausgehandelten Kompromiss. Zuerst jedoch zeigte ihm die Clinton-Administration nach seiner Rückkehr aus Nordkorea im Juni 1994 die kalte Schulter und befürwortete weiterhin eine Sanktionsregime gegen Nordkorea. Einige Republikaner verglichen Carters Nordkoreadiplomatie mit der Appeasement-Politik von Neville Chamberlain. Am 7. Juli starb Kim Il-sung während der Vorbereitungen zu dem Staatstreffen mit Kim Young-sam und sein Nachfolger Kim Jong-il willigte in die Forderungen des Westens ein im Gegenzug für einen Verzicht auf Sanktionen.
Am 17. September 1994 fand sich ohne Einwilligung von Außenminister Christopher eine Troika aus Carter, Colin Powell und dem Senator aus Georgia Sam Nunn in Port-au-Prince ein, um den Militärdiktator Raoul Cédras von einem Machtverzicht zu überzeugen. Anfangs gegen den Willen Clintons setzte sich Carter für eine Re-Inthronisierung Jean-Bertrand Aristides als Staatspräsident ein, der 1990 durch rechtmäßige Wahlen in dieses Amt gekommen war, bevor das Militär 1991 putschte. Als Druckmittel hatte das Weiße Haus eine Luftlandedivision in Gefechtsbereitschaft versetzt und Cédras für den Rücktritt ein Ultimatum bis zum 19. September gesetzt. Bei einem Abendessen mit der Cédras-Familie kam es zu einer lautstarken Auseinandersetzung zwischen Carter und dem Diktator, woraufhin die Troika Haiti verließ. Eigenmächtig und ohne eine entsprechende Pressekonferenz Clintons abzuwarten, verkündete Carter auf CNN, das eine Vereinbarung mit Cédras getroffen worden war und dieser nach Panama ins Exil gehen werde. Der Präsident war von Carters Vorgehen abgestoßen, während dieser niedergeschlagen nach Georgia zurückkehrte. Kurz darauf handelte das Weiße Haus mit Cédras einen Deal aus und Aristide kehrte am 15. Oktober 1994 in sein Amt zurück. Die Beziehung zwischen Clinton und Carter blieb distanziert bis frostig; im Weißen Haus galt der Ex-Präsident als zum Teamplay ungeeigneter Einzelgänger.
Dieses Mal mit Billigung des Weißen Hauses kam Carter im Dezember 1994 einer Einladung von Radovan Karadžić nach, dem Präsidenten der Republika Srpska, um einen Waffenstillstand im Bosnienkrieg zu vermitteln. Auf den Zwischenstationen Zagreb und Sarajevo führte er Gespräche mit den anderen Kriegsparteien, bevor er in Pale mit Karadžić eine viermonatige Feuerpause vereinbarte. Zurück in Sarajevo erfuhr er jedoch, dass das State Department seine Initiative ablehnte und die bosnischen Muslime sich am Wortlaut des Übereinkommens störten. Die Feuerpause währte nur kurz und endete mit dem serbischen Beschuss der UN-Schutzzone Bihać, die von bosnischen Regierungstruppen gehalten wurde. Im Juni 1995 lud ihn der der Senatsausschuss für militärische Angelegenheiten (United States Senate Committee on Armed Services) als Experten ein, um seine Einschätzung zum Bosnienkrieg anzuhören. Er war der erste Ex-Präsident seit Truman, der solch eine Einladung zu einem Senatsausschuss erhielt. Carter sagte aus, dass die Vereinten Nationen nicht in der Lage dazu seien, den Bosnienkrieg einzudämmen, und die Lage deswegen neu betrachtet werden müsse. Kurz darauf eskalierte mit dem Massaker von Srebrenica im Juli 1995 der Krieg weiter.
Im Januar 1996 begleitete Carter als Co-Vorsitzender eine Kommission zum Monitoring der ersten Wahlen zur Präsidentschaft der Palästinensischen Autonomiebehörde. Nach einem Treffen mit dem aussichtsreichsten Kandidaten Arafat in Gaza beobachtete Carter den Wahlprozess in Bethlehem. Zwar bemängelte Carter später Unregelmäßigkeiten bei den Wahlen in Hebron an, die er trotz einer Sicherheitswarnung des israelischen Ministerpräsidenten Shimon Peres vor Ort überprüft hatte, aber der klare Wahlsieger Arafat hob hervor, wie wichtig Carter für die Wahldurchführung gewesen sei. Im März besuchte er wie versprochen Carter in Plains; bis dahin hatte sich der Optimismus über den Oslo-Friedensprozess nach den ersten demokratischen Präsidentschaftswahlen für die Palästinensische Autonomiebehörde wegen drei Autobomben-Anschlägen durch die Qassam-Brigaden mit knapp 60 Opfern in Jerusalem und Ashkelon keine zwei Monate später gelegt. Weil er erst in letzter Minute eine Einladung zum Nominierungsparteitag erhielt, lehnte er eine Teilnahme an der Democratic National Convention in August ab.
Im Herbst 1997 kritisierte Carter Präsident Clinton auf CNN in scharfen Worten; er warf diesem mangelnde Ethik beim Einsammeln von Wahlkampfspenden vor und nutzte in diesem Zusammenhang das Wort Bestechlichkeit. Im Dezember 1997 überwachte er mit Powell und über 60 weiteren Beobachtern die Wahlen in Jamaika.

### Weitere diplomatische Initiativen, Friedensnobelpreis und Übergabe des Carter Centers an den Enkel (1998–2015)
Im Januar 1998 kam es zu einer versöhnlichen Begegnung zwischen Clinton und Carter im Oval Office wenige Tage nach Bekanntwerden der Lewinsky-Affäre. die im Oktober 1998 zum Amtsenthebungsverfahren gegen Bill Clinton führte. Nach einem 90-minütigen Gespräch bat Clinton den Ex-Präsidenten für ihn zu beten. Im November 1998 besuchte Carter nach Hurrikan Mitch die Katastrophengebiete in Honduras und Nicaragua.
Im August 1999 verlieh ihm Präsident Clinton die Presidential Medal of Freedom („Freiheitsmedaille des Präsidenten“), eine der beiden höchsten zivilen Auszeichnungen in den Vereinigten Staaten. Zuvor hatte er im Februar und Juni dieses Jahres unter schwierigen Bedingungen stattfindende Wahlen in Nigeria beziehungsweise Indonesien beobachtet. Im Falle der Wahl von Olusegun Obasanjo zum Staatspräsident Nigerias räumte Carter ein, dass er nicht sicher sei, ob diese rechtmäßig verlaufen sei. Das Monitoring der Wahl zum Präsident Indonesiens gestaltete sich für Carter vor allem wegen der geographischen Bedingungen mit der Dislozierung Dutzender Inseln in seinem Beobachtungsgebiet als schwierig. Am 14. Dezember 1999 stand die Übergabezeremonie des Panamakanals an die Republik Panama gemäß der Torrijos-Carter-Verträge von 1977 an. Weil es im Vorfeld zu Spannungen zwischen Washington und Panama-Stadt gekommen war, standen nicht Präsident Clinton oder Außenministerin Allbrigt der Delegation der Vereinigten Staaten vor, sondern Carter.
Nachdem die Southern Baptist Convention (SBC) 1998 beschlossen hatte, dass sich Frauen ihren Männern unterordnen müssten und nicht mehr als Pastorinnen arbeiten dürften, verließ Carter zwei Jahre später aus Protest die SBC. Dazu schickte er an mehr als 70.000 Kirchenmitglieder einen kritischen Brief, in dem er die Doktrin der SBC als zu streng und ihre Bibelexegese als zu wortwörtlich angriff. Dennoch blieb er seiner Baptistengemeinde in Plains treu und engagierte sich weiterhin in der Kirchenarbeit unter anderem als Lehrer in der Sonntagsschule.
Im Mai 2002 traf er sich mit Fidel Castro. Für seine Bemühungen um Frieden und Menschenrechte erhielt Carter 2002 den Friedensnobelpreis. Damit war er nach Theodore Roosevelt und Woodrow Wilson der dritte Präsident der Vereinigten Staaten, dem diese Auszeichnung zugesprochen wurde. Doch im Unterschied zu seinen Vorgängern und dem später ausgezeichneten Barack Obama erhielt er sie nicht für sein Wirken als Präsident, sondern für sein Wirken nach seiner Amtszeit im Weißen Haus. Der Nobelpreis brachte ein wiedererwachtes Interesse an Carter zutage. Während seine Präsidentschaft von vielen nach wie vor als gescheitert betrachtet wurde, wuchs die Wahrnehmung, dass er von allen Präsidenten des 20. Jahrhunderts möglicherweise der erfolgreichste elder Statesman gewesen sei.
Carter kritisierte 2004 George W. Bush und Tony Blair, die den Dritten Golfkrieg aufgrund von „Lügen und Fehlinterpretationen“ begonnen und damit westliche Werte geopfert hätten.
Im Dezember 2006 entbrannte in Medien eine heftige Debatte über Carters Buch Palestine: Peace, not Apartheid, in dem er Israel die Hauptschuld für den ungelösten Palästinakonflikt gab. Während er die Vorgehensweise Israels als unmenschlich und völkerrechtswidrig brandmarkte, beschuldigte er sein eigenes Land der unkritischen Parteinahme für Israel.

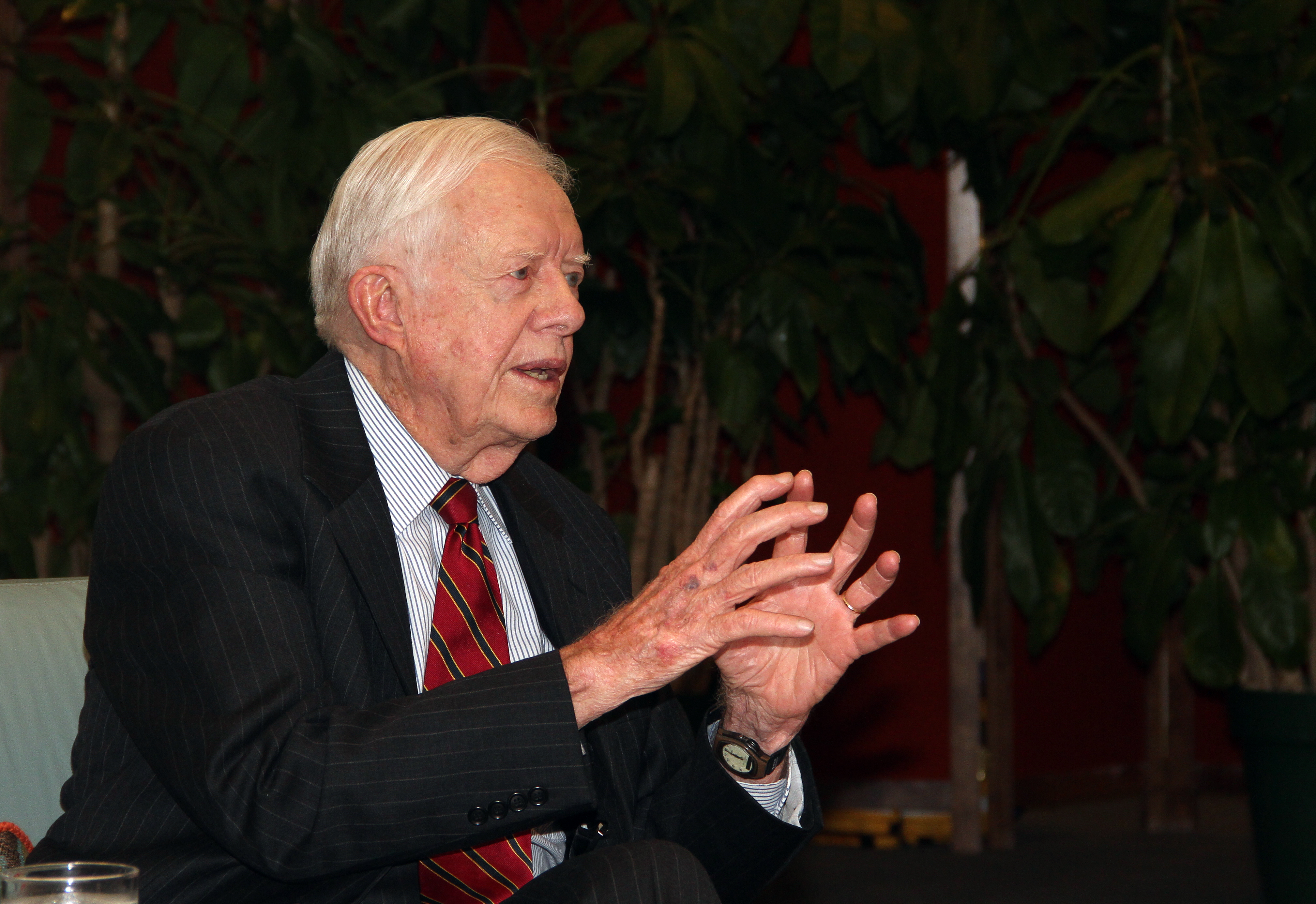
Carter im Februar 2011 in der Johnson-Präsidentenbibliothek

Im August 2010 erreichte Carter auf einer privaten Reise nach Nordkorea im Gespräch mit dem dortigen stellvertretenden Machthaber Kim Yong-nam die Freilassung des wegen illegaler Einreise zu acht Jahren Zwangsarbeit verurteilten Amerikaners Aijalon Mahli Gomes. Im Jahr 2012 half Carter beim Wiederaufbau von Häusern nach dem Hurrikan Sandy.
Jimmy Carter war von der Gründung 2007 bis 2016 Mitglied der Gruppe The Elders („Die Ältesten“), einem von Nelson Mandela ins Leben gerufenen Zusammenschluss von herausragenden ehemaligen Staatsmännern und -frauen, Friedensaktivisten, Menschenrechtlern sowie prominenten Intellektuellen.
Carters Enkelsohn Jason Carter, der wie sein Vater ebenfalls eine politische Laufbahn bei der Demokratischen Partei eingeschlagen hatte, übernahm 2015 den Vorstandsvorsitz des Carter Centers.

### Spätere Lebensjahre und Erkrankung (2015–2024)
Im August 2015 gab Carter bekannt, an einem metastasierten Melanom erkrankt zu sein. Die Diagnose war nach der Operation einer Leberläsion gestellt worden, weitere Untersuchungen hatten Hirnmetastasen festgestellt. Carter unterzog sich einer Strahlentherapie und einer Immuntherapie mit Pembrolizumab, die den Tumor in eine vorübergehende Remission brachte. Am 22. März 2019 wurde Carter zum Präsidenten, der das höchste Lebensalter erreichte.
Bis zum Jahr 2020 veröffentlichte Carter 32 Bücher zu verschiedenen Themen vom Angelsport über den religiösen Glauben bis hin zum Nahen Osten. Sein Buch An Hour Before Daylight: Memories of a Rural Boyhood über die Erinnerungen an eine Kindheit auf dem Land war einer der Finalisten für den Pulitzer-Preis 2002.
Im Februar 2023 gab das Carter Center bekannt, dass er sich entschieden habe, auf eine weitere medizinische Behandlung zu verzichten und sich künftig zu Hause palliativ pflegen zu lassen. Auch seine Frau Rosalynn begab sich wegen einer Demenzerkrankung in Palliativpflege im Kreis ihrer Familie und starb nach 77 Ehejahren am 19. November 2023 im Alter von 96 Jahren. Am 1. Oktober 2024 feierte Carter seinen 100. Geburtstag. Einige Wochen zuvor hatte er sich gewünscht, zumindest so lange am Leben zu bleiben, bis er seine Wählerstimme bei der anstehenden US-Präsidentschaftswahl für die demokratische Bewerberin Kamala Harris abgeben konnte. Dies tat er kurz nach seinem 100. Geburtstag per Briefwahl. Am 29. Dezember 2024 starb er im Alter von 100 Jahren in seinem Haus in Plains.
Nach Carters Tod erklärte Präsident Joe Biden den 9. Januar 2025, an dem später die staatliche Trauerfeier in Washington stattfand, zum nationalen Trauertag. Darüber hinaus veranlasste er, die US-Flaggen am Weißen Haus, an allen staatlichen Einrichtungen und militärischen Anlagen sowie an den US-Botschaften im Ausland für einen Zeitraum von 30 Tagen auf halbmast zu senken.

## Nachleben

### Historische Rezeption
Der amerikanische Politikwissenschaftler Fred Greenstein (2009) hebt hervor, dass Carter mit nur moderaten politischen Erfahrungen in das höchste Amt gekommen ist. Er vergleicht ihn in dieser Beziehung mit der Figur des Jefferson Smith aus der Filmkomödie Mr. Smith geht nach Washington. Bis in die 1970er Jahre hinein sei dies ein unwahrscheinlicher Aufstieg gewesen, der erst durch den Machtverlust des traditionellen Parteiapparats innerhalb der Demokraten nach der National Convention von 1968 ermöglicht worden sei. Ein weiteres Charakteristikum sei Carters Religiosität gewesen; unter den modernen Präsidenten habe keiner christlichen Werten eine derart zentrale Rolle im politischen Handeln zugewiesen.
Laut dem Politikwissenschaftler Gebhard Schweigler (2018) ist das Ansehen von Carters Leistungen als Präsident unverändert gering. So habe der demokratische Präsident Bill Clinton sich darum bemüht, politisch mit Carter keine Gemeinsamkeiten zu zeigen. Schweigler betrachtet diese ungünstige Bewertung als überzogen, Carter habe „unter schwierigen Umständen schwere Aufgaben“ wahrnehmen müssen und einige langfristige Erfolge erzielen können. Sein Energieprogramm sowie die Gesundheits- und Sozialreform seien ihrer Zeit weit voraus gewesen. Auch seine außenpolitischen Ansätze mit dem Fokus auf Demokratisierung und Menschenrechte haben sich nach seiner Amtszeit als fruchtbar erwiesen. Ähnliches gilt für die Normalisierung der Beziehungen mit Gegnern des Kalten Kriegs. Insgesamt betrachtet Schweigler Carter als einen gescheiterten Präsidenten, der sich aber als „Initiator vorausschauender politischer Maßnahmen“ ausgezeichnet habe.
In der von Arthur M. Schlesinger, Sr. im Jahr 1948 erstmals durchgeführten und 1962 sowie 1996 durch seinen Sohn Arthur M. Schlesinger wiederholten systematischen Expertenbefragung zur Bewertung der Präsidentschaften landete Carter 1997 in der vierten („Durchschnitt“) von sechs Kategorien, womit er sich in Gesellschaft von Ford, Reagan, George H. W. Bush und Bill Clinton befand. Bei einer anderen, seit 2000 mehrfach wiederholten Expertenbefragung auf C-SPAN erreichte Carter jeweils Platzierungen zwischen 22 und 26.

### Ehrungen und Denkmäler

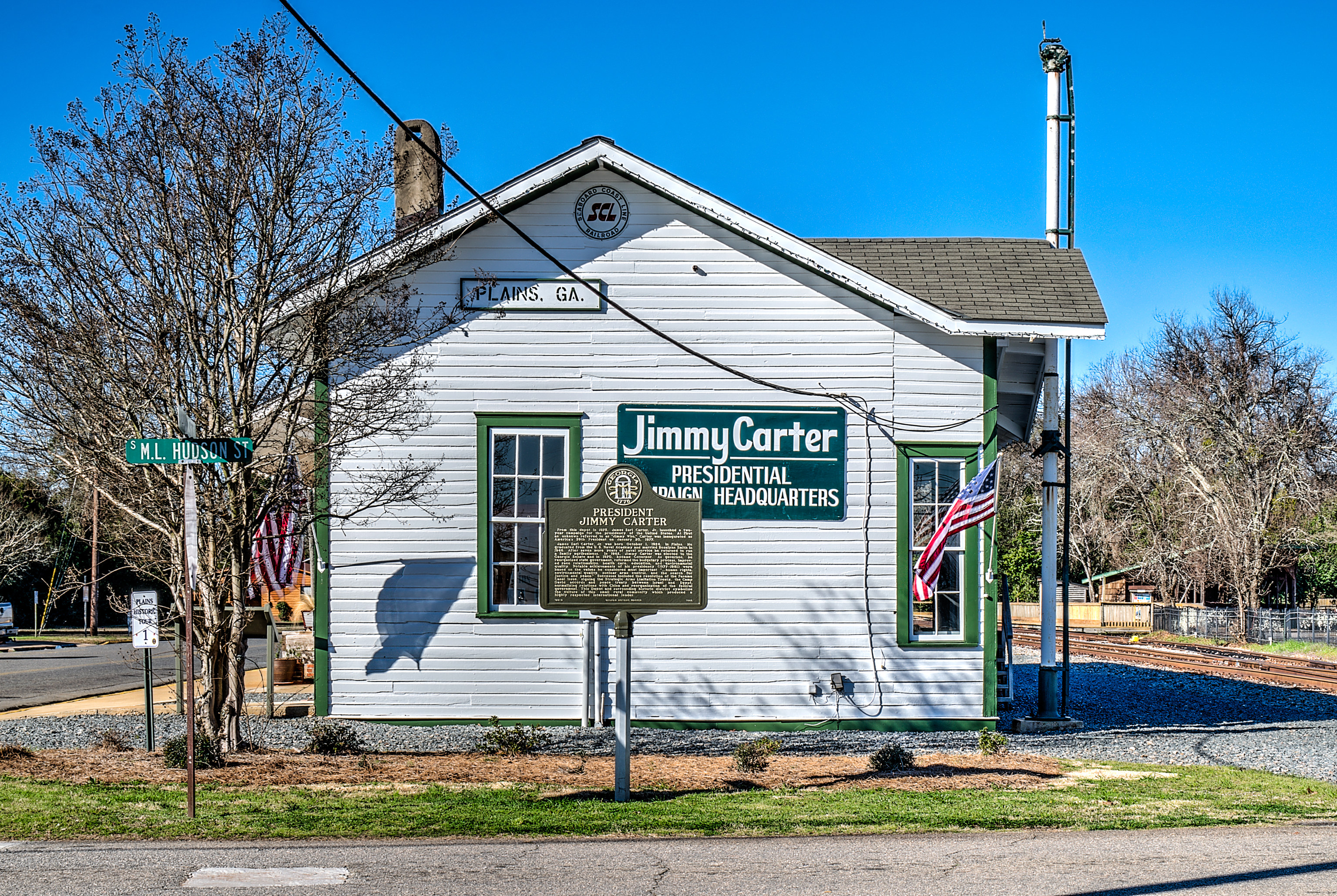
Das Carter Campaign Office (2024) im Jimmy Carter National Historical Park

1987 wurde in Plains auf Beschluss des Kongresses die Jimmy Carter National Historical Site eingerichtet. Im Dezember desselben Jahres wurde der Distrikt in das National Register of Historic Places („Nationales Verzeichnis historischer Orte“) eingetragen. Im Januar 2021 setzte Präsident Donald Trump ein vom Kongress verabschiedetes Gesetz in Kraft, wodurch die National Historic Site in Plains zu einem National Historical Park aufgewertet wurde. Der Jimmy Carter National Historical Park enthält die Carter Boyhood Farm, auf der Carter seine Kindheit verbrachte, die Plains High School, wo er zur Schule ging, und mit dem Carter Campaign Office das ehemalige Bahnhofsgebäude, das ihm als Hauptquartier im Präsidentschaftswahlkampf 1976 diente.
Im Jahr 1986 eröffnete das Jimmy Carter Library and Museum in Atlanta, das als Präsidentenbibliothek Dokumente und persönliche Papiere aus seiner Amtszeit verwahrt. Nach Carter wurde die 2005 in Dienst gestellte USS Jimmy Carter benannt, ein Atom-U-Boot der Seawolf-Klasse. Außerdem trägt mit dem nahe Americus gelegenen Jimmy Carter Regional Airport ein Flugplatz seinen Namen. Im Jahr 2012 wurde eine neu entdeckte Springbarsch-Art nach Carter benannt, die Etheostoma jimmycarter.

## Auszeichnungen
- 1991: Aufnahme in die American Philosophical Society[226]
- 1993: Aufnahme in die American Academy of Arts and Sciences
- 1994: Félix-Houphouët-Boigny-Friedenspreis mit König Juan Carlos von Spanien
- 1995: Four Freedoms Award
- 1995: Baptist Human Rights Award – Menschenrechtspreis des Baptistischen Weltbundes[227]
- 1996: Komtur mit Stern des Verdienstordens der Republik Ungarn
- 1998: Menschenrechtspreis der Vereinten Nationen[228]
- 1999: Freiheitsmedaille (Presidential Medal of Freedom), die höchste zivile Auszeichnung in den USA
- 2002: Friedensnobelpreis
- 2007: The Ridenhour Courage Prize[229]
- 2007, 2016, 2019 und 2025: Grammy für das beste gesprochene Album (Hörbuch)[230] Carter ist mit 4 Preisen und insgesamt 10 Nominierungen der meist ausgezeichnete Politiker der Grammy Geschichte.

## Werke (Auswahl)
- Why Not the Best? Broadman, Nashville 1975, ISBN 0-8054-5561-2; deutsch: Das Beste geben. Der Mann aus Georgia über sich selbst. Brockhaus, Kassel/Wuppertal 1976, ISBN 3-417-00625-2.
- A Government as Good as Its People. Simon & Schuster, New York 1977, ISBN 0-671-22815-3.
- Keeping Faith: Memoirs of a President. Bantam, Toronto 1982, ISBN 0-553-05023-0.
- The Blood of Abraham. Houghton Mifflin Harcourt, Chicago 1986, ISBN 0-395-37722-6.
- mit Rosalynn Carter: Everything to Gain: Making the Most of the Rest of Your Life. Random House, New York 1987, ISBN 0-394-55858-8.
- An Outdoor Journal: Adventures and Reflections Bantam, Toronto 1988, ISBN 0-553-34781-0.
- Turning Point: A Candidate, a State, and a Nation Come of Age Times, New York 1992, ISBN 0-8129-2079-1.
- Always a Reckoning, and other Poems. Times, New York 1995, ISBN 0-8129-2434-7; deutsch: Angesichts der Leere. Weidle Verlag, Bonn 2005, ISBN 3-931135-87-X.
- mit Amy Carter als Illustratorin: The Little Baby Snoogle-Fleejer. Times, New York 1995, ISBN 0-8129-2731-1.
- Living Faith. Times, New York 1996, ISBN 0-8129-2736-2.
- Sources of Strength: Meditations on Scripture for a Living Faith. Times, New York 1997, ISBN 0-8129-3236-6.
- The Virtues of Aging. Random House, New York 1998, ISBN 0-345-42826-9.
- An Hour before Daylight: Memories of a Rural Boyhood. Simon & Schuster, New York 2001, ISBN 0-7432-1199-5.
- mit Amy Carter als Illustratorin: Christmas in Plains. Simon & Schuster, New York 2001, ISBN 0-7432-2491-4.
- Sharing Good Times. Simon & Schuster, New York 2004, ISBN 0-7432-7033-9.
- The Hornet’s Nest: A Novel of the Revolutionary War. Simon & Schuster, New York 2003, ISBN 0-7432-5542-9; deutsch: Die Rebellen. Fischer-Taschenbuch-Verlag, Frankfurt am Main 2005, ISBN 3-596-16220-3.
- Our Endangered Values: America’s Moral Crisis. Simon & Schuster, New York 2006, ISBN 0-7432-8457-7; deutsch: Unsere gefährdeten Werte: Amerikas moralische Krise. Pendo, München 2006, ISBN 3-86612-104-0.
- Palestine Peace Not Apartheid. Simon & Schuster, New York 2006, ISBN 0-7432-8502-6; deutsch: Palästina – Frieden, nicht Apartheid. Melzer Verlag, Neu-Isenburg 2010, ISBN 978-3-9813189-8-2.
- Beyond the White House: Waging Peace, Fighting Disease, Building Hope. Simon & Schuster, New York 2007, ISBN 978-1-4165-5880-4.
- A Remarkable Mother. Simon & Schuster, New York 2008, ISBN 978-1-4165-6245-0.
- We Can Have Peace In The Holy Land. A Plan That Will Work. Simon & Schuster, New York 2009, ISBN 978-1-4391-4063-5.
- White House Diary. Picador, New York 2011, ISBN 978-0-312-57719-3 (das Werk enthält etwa 20 Prozent der Tagebücher Carters[231]).
- A Call to Action: Women, Religion, Violence, and Power. Simon & Schuster, New York 2015, ISBN 978-1-4767-7395-7.
- A Full Life: Reflections at Ninety. Simon & Schuster, New York 2015, ISBN 978-1-5011-1563-9.
- The Craftsmanship of Jimmy Carter. Mercer University Press, Macon 2017, ISBN 978-0-88146-644-7.
- The Paintings of Jimmy Carter. Mercer University Press, Macon 2018, ISBN 978-0-88146-688-1.
- Faith: A Journey For All 2018, ISBN 978-1-5011-8441-3.

## Filmdokumentationen
- Jimmy Carter Man from Plains, 2007 von Jonathan Demme; deutsch: Jimmy Carter – Der Mann aus Georgia.
- Jimmy Carter: The making of a Rock n Roll President, von Mary Wharton (Vereinigte Staaten, 2020).